# Édouard III
Vous lisez un « article de qualité » labellisé en 2009.
Pour la pièce de théâtre que Shakespeare a tirée de la vie du présent monarque, voir Édouard III (Shakespeare).
 (avril 2025).
Si vous disposez d'ouvrages ou d'articles de référence ou si vous connaissez des sites web de qualité traitant du thème abordé ici, merci de compléter l'article en donnant les références utiles à sa vérifiabilité et en les liant à la section « Notes et références ».
Pour les articles homonymes, voir Édouard Plantagenêt.
Édouard III d'Angleterre, né le 13 novembre 1312 au château de Windsor (Berkshire) et mort le 21 juin 1377 au palais de Sheen (Richmond upon Thames, Surrey), est roi d'Angleterre et seigneur d'Irlande du 25 janvier 1327 à sa mort.
Il est également duc d'Aquitaine à compter du 10 septembre 1325, avant de céder ce titre à son fils aîné, Édouard, en 1362. Il règne pendant une période charnière, dans une Europe en crise économique et sociale, qui bascule dans la guerre de Cent Ans et subit les ravages de la peste noire.
Édouard est couronné en l'abbaye de Westminster, à Londres, le 1er février 1327, à l'âge de 14 ans, en raison de la destitution de son père, Édouard II, le 20 janvier précédent. Alors qu'il est à peine âgé de dix-huit ans, il fait juger et exécuter, le 29 novembre 1330, Roger Mortimer, commanditaire présumé de l'assassinat de son père et concubin de sa mère, Isabelle de France, à qui cette dernière avait confié le gouvernement.
Édouard III commence ainsi son règne personnel. Ayant restauré l'autorité royale, après le règne désastreux de son père, il fait du royaume d'Angleterre la première puissance militaire d'Europe. Après avoir défait, mais non soumis le royaume d'Écosse, il s'attaque au royaume de France, avec lequel son royaume est en conflit larvé du fait de l'emprise économique de l'Angleterre sur toute sa partie occidentale, des Flandres françaises à l'Aquitaine, et de l'alliance franco-écossaise.
Ces contentieux sont doublés par le problème de la souveraineté sur la Guyenne, fief pour lequel il est vassal du roi de France, qui peut, à ce titre, annuler toutes ses décisions de justice. Le 7 octobre 1337, il se déclare l'héritier légitime du trône de France (en tant que petit-fils de Philippe IV le Bel, par sa mère), ce qui déclenche la guerre de Cent Ans.
Après quelques revers, Édouard parvient à faire voter des impôts par le Parlement qui lui donne les moyens de maintenir une armée de métier, ce qui le conduit à la victoire. Les batailles de Crécy puis de Poitiers, lors de laquelle le roi de France Jean II est capturé, ainsi que la prise de Calais, lui permettent d'étendre son royaume sur le tiers de la France continentale en vertu du traité de Brétigny, signé le 8 mai 1360.
Cependant, à compter de cette époque, il se heurte à Charles V qui renverse la tendance. Celui-ci modernise en effet l'économie et l'armée françaises et fait accepter les impôts quand le Parlement anglais se met à rechigner à financer la guerre. Les dernières années d'Édouard sont difficiles : elles sont marquées par des revers sur le plan stratégique, avec notamment la perte de pratiquement toutes ses conquêtes, et par des troubles intérieurs, que l'on peut largement attribuer à son apathie et sa très mauvaise santé.
Hautement vénéré à son époque et pendant des siècles, Édouard est dénoncé plus tard comme un aventurier irresponsable par des historiens whigs. Cette vision est maintenant dépassée et l'historiographie moderne le crédite de nombreux accomplissements. Durant son long règne de 50 ans, il enclenche la transformation de l'Angleterre en puissance manufacturière maîtrisant toute la chaîne textile. Son règne voit des progrès primordiaux dans la législature et le gouvernement, dont en particulier l'évolution du Parlement anglais.

## Jeunesse

### Enfance

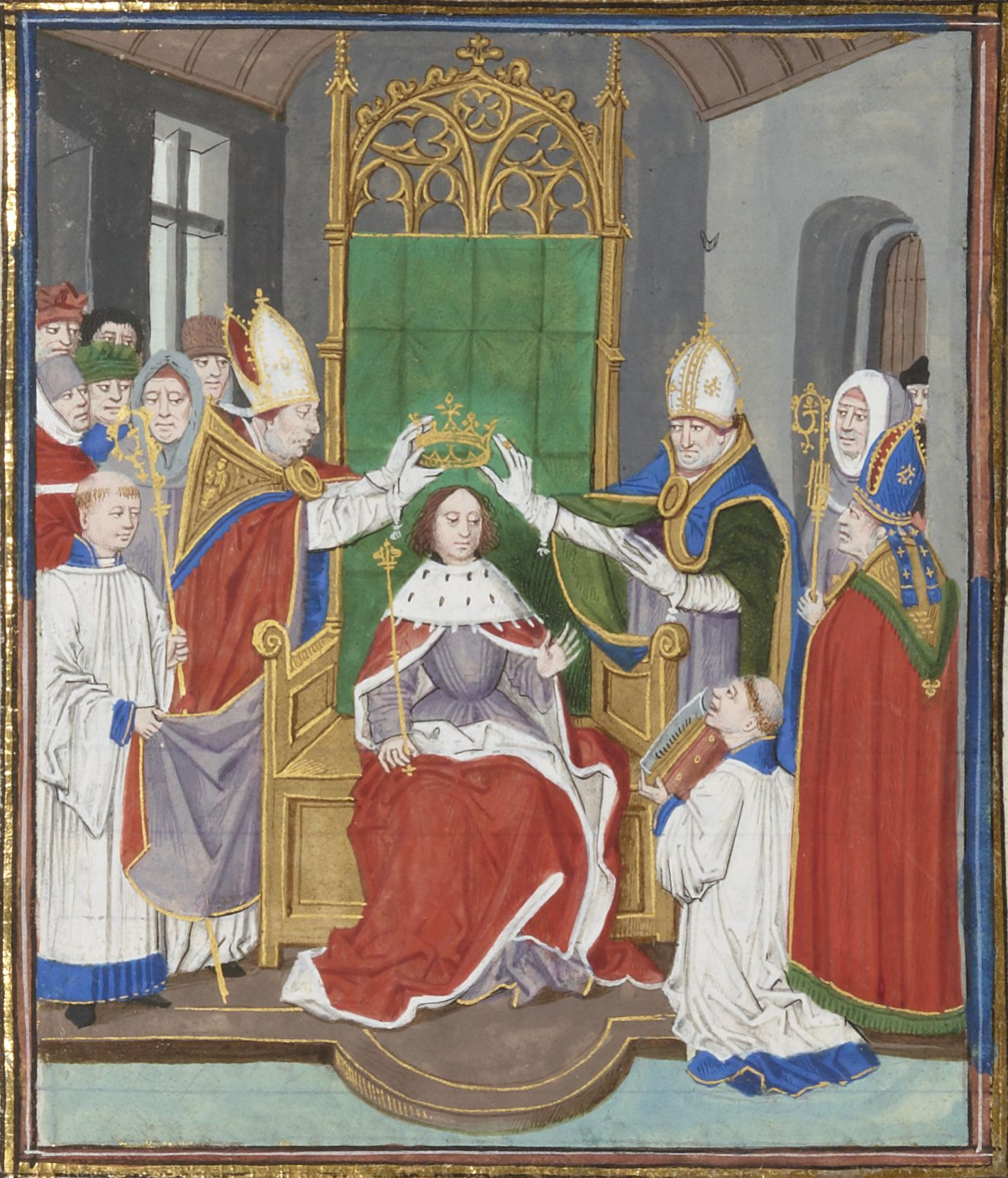
Couronnement d'Édouard III. Miniature de Loyset Liédet, Chroniques de Froissart, Paris, BnF, département des Manuscrits, ms. Français 2643, XVe siècle.

Édouard naît à Windsor le 13 novembre 1312. Le règne de son père est marqué par des défaites militaires, des rébellions dans la noblesse et la corruption des courtisans, mais la naissance d'un héritier mâle en 1312 renforce temporairement la position d'Édouard II sur le trône.
Ainsi, dans ce qui est probablement une tentative de son père de restaurer l'autorité royale après des années de mécontentement, Édouard est proclamé comte de Chester à seulement 12 jours, et moins de deux mois plus tard, son père lui donne un ensemble de servants pour sa cour. Il a ainsi une certaine autonomie et peut vivre en prince. Comme tous les rois d'Angleterre depuis Guillaume le Conquérant, il est élevé en français et ne connaît pas l'anglais.

### Destitution d'ÉdouardII
Peu après, la reine et son amant, Roger Mortimer, prennent la tête d'une révolte baronniale contre Édouard II. Le 24 septembre 1326, après avoir rallié à leur cause le comte de Hainaut, sa fille Philippa étant fiancée à Édouard, ils débarquent en Angleterre. Presque sans soutien, le roi est capturé et contraint à l'abdication le 20 janvier 1327, en faveur de son fils. Il sera assassiné dans sa prison quelques mois plus tard. Édouard III est couronné le 1er février en l'abbaye de Westminster à Londres par Walter Reynolds, archevêque de Cantorbéry, avec Isabelle et Mortimer comme régents. Mortimer devient de facto le dirigeant de l'Angleterre et soumet le jeune roi à un irrespect et une humiliation constants.

### Prise de pouvoir
Mortimer sait que sa position est précaire, et davantage lorsque Édouard et sa femme, Philippa de Hainaut, ont un fils, le 15 juin 1330. Mortimer use de son pouvoir pour acquérir des propriétés et des titres de noblesse tels que celui de comte de March dans le pays de Galles, la plupart de ces titres ayant appartenu à Edmond FitzAlan, 2e comte d'Arundel, resté loyal à Édouard II dans sa lutte face à Isabelle et Mortimer, et qui a été exécuté en novembre 1326. Cependant, l'avidité et l'arrogance de Mortimer lui attirent la haine des nobles ; tout n'est pas perdu pour le jeune roi. L'exécution d'Edmond de Woodstock, frère d'Édouard II, le 19 mars 1330 soulève l'indignation de la noblesse et inquiète fortement Édouard III qui se sent menacé.[réf. souhaitée]
Profitant de la nuit, un groupe loyal à Édouard pénètre dans la forteresse par un passage secret et jaillit dans les quartiers de Mortimer. Les hommes menant le coup d'État arrêtent Mortimer au nom du roi et il est emmené à la tour de Londres. Dépouillé de ses terres et de ses titres, il est accusé d'avoir usurpé l'autorité royale en Angleterre.
La mère d'Édouard demande grâce à son fils, en vain. Sans procès, Édouard condamne Mortimer à mort un mois après son renversement. Ce dernier est pendu le 29 novembre 1330. Alors que Mortimer est exécuté, Isabelle est exilée au château de Castle Rising dans le Norfolk. Pour son 18e anniversaire, la vengeance d'Édouard est complète et il prend la tête de l'Angleterre.

## Roi d'Angleterre

### Début du règne

#### Succession à la couronne de France
Petit-fils de Philippe IV le Bel, Édouard est pourtant évincé de la succession de France en 1328. Ceci se fonde sur un choix fait lors de la succession de Louis X en 1316. Ce dernier est mort sans héritier mâle : l'héritier direct du royaume de France se trouve donc être la fille mineure du roi défunt, Jeanne. L'infidélité avérée de la reine Marguerite en 1314 et sa mort en prison l'année suivante risquent de mettre en cause la légitimité de la princesse et font craindre qu'un prétendant au trône prétexte d'une possible bâtardise de Jeanne pour légitimer ses revendications au trône.
Cependant, la reine Clémence, épouse en secondes noces du feu roi, est enceinte. Le frère du défunt roi, le puissant Philippe, comte de Poitiers, chevalier aguerri et formé par son père au métier de roi, s'impose comme régent. La reine accouche d'un fils nommé Jean. La dynastie est sauvée mais le nourrisson, roi sous le nom de Jean Ier de France, meurt quatre jours après sa naissance.[réf. souhaitée]
Philippe de Poitiers est considéré par les grands comme le plus apte à gouverner et se fait sacrer roi de France, consacrant l'éviction de Jeanne : si le choix du monarque français se fonde sur l'hérédité et le sacre, l'élection peut reprendre ses droits en cas de problème. Après le court règne de Philippe V, mort en 1322 sans héritier mâle, c'est son plus jeune frère, Charles IV, qui, bénéficiant du précédent de son aîné, ceint à son tour la couronne. Mais son règne dure également peu de temps.[réf. souhaitée]
Quand Charles IV de France  , troisième et dernier fils de Philippe le Bel, meurt sans descendant mâle en 1328, la question dynastique est la suivante : Jeanne de Navarre n'a pas encore de fils — Charles de Navarre ne naît que quatre ans plus tard — et Isabelle de France, dernière fille de Philippe le Bel, a un fils, Édouard III, roi d'Angleterre. Peut-elle alors transmettre un droit qu'elle ne peut elle-même exercer selon la loi salique ?[réf. souhaitée]
Édouard III pourrait être candidat au trône, mais c'est Philippe VI de Valois qui est choisi. Il est le fils de Charles de Valois, l'aîné des frères cadets de Philippe le Bel, et descend donc par les mâles de la lignée capétienne. Il s'agit d'un choix géopolitique et une claire expression d'une conscience nationale naissante : le refus de voir un éventuel étranger épouser la reine et diriger le pays. Les pairs de France refusent de donner la couronne à un roi étranger, suivant la même logique de politique nationale que dix ans auparavant. La décision qui est prise en 1316 d'évincer les femmes de la succession à la couronne de France devient coutume en 1328, coutume tirée du code de loi salique.
La nouvelle ne surprend pas en Angleterre : seule Isabelle de France, qui est fille de Philippe le Bel, proteste de cette décision qui prive son fils de la couronne et envoie deux évêques à Paris, sans que ceux-ci soient reçus. Le Parlement anglais réuni en 1329 déclare d'ailleurs qu'Édouard n'a pas de droit à la couronne et doit prêter l'hommage pour l'Aquitaine. De la même manière, Jeanne de Navarre, qui avait été évincée en 1316, le reste en 1328. Son fils Charles, qui est le descendant mâle le plus direct de Louis X, ne naît qu'en 1332 et ne peut donc être candidat.[réf. souhaitée]
Si la thèse de la reine Isabelle avait été prise en compte (possibilité de transmission des droits par les femmes, même si elles ne peuvent régner elles-mêmes), Édouard III aurait encore eu face à lui un candidat avec au moins autant de droits en la personne de Philippe de Bourgogne, seigneur de Salins, petit-fils de Philippe V par sa mère Jeanne. Né plus tard, Louis de Flandre, cousin du précédent et fils de Marguerite, aurait aussi pu s'ajouter à la liste des prétendants.[réf. souhaitée]
L'invocation de la loi salique s'est faite postérieurement, pour étayer les justificatifs de la décision prise en 1328. L'idée que cette décision se voulait respectueuse d'une coutume ancestrale a ensuite été solidement ancrée dans la mémoire populaire. La question de la succession d'Artois, farouchement contestée à la même époque par Robert III d'Artois, montre que cette éviction des femmes des droits seigneuriaux n'était pas une coutume généralisée, mais bien plutôt le fruit d'un calcul politique de circonstance.[réf. souhaitée]

#### Hommage pour la Guyenne
À l'avènement de Philippe VI de France  , Isabelle de France adopte une position intransigeante vis-à-vis de l'hommage pour la Guyenne, répondant aux envoyés français qu'Édouard « était fils de roi et ne ferait pas hommage au fils d'un comte ». Le roi d'Angleterre, qui est pair, ne se rend d'ailleurs pas au sacre et ne rend pas hommage. Mais la victoire écrasante de Philippe VI contre les Flamands à la bataille de Cassel n'est pas pour rassurer les Anglais, d'autant qu'ils n'ont pu opposer une défense crédible pour la Guyenne lors de sa confiscation par Charles IV de France   en 1324.[réf. souhaitée]

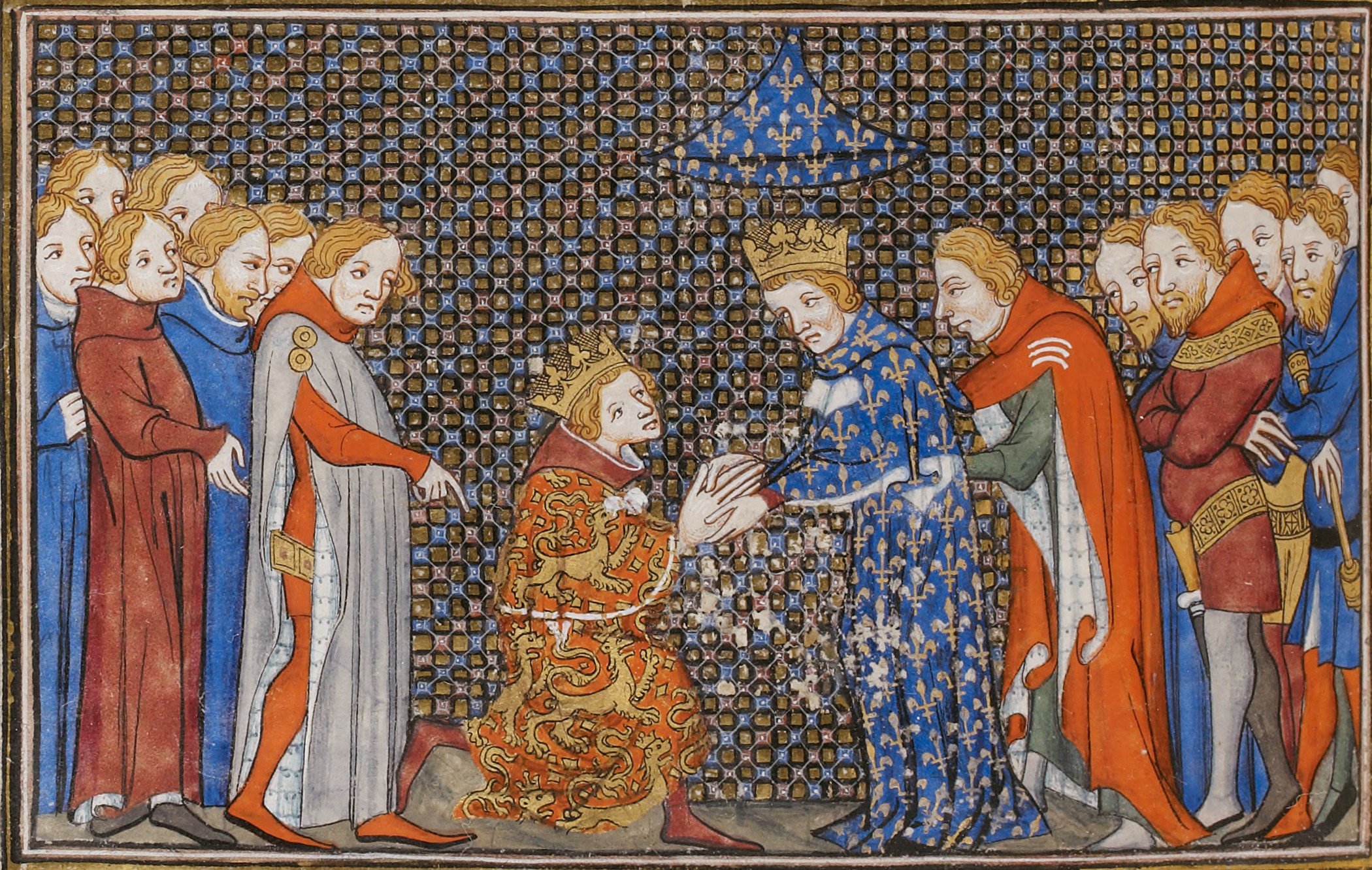
Hommage à Philippe VI de France pour la Guyenne en 1329. Miniature des Grandes Chroniques de France de Charles V, BNF, Fr.2813.

Édouard se soumet donc et rend hommage le 6 juin 1329 à la cathédrale d'Amiens. Mais la cérémonie se passe mal : il refuse de joindre les mains devant Philippe, ce qui signifie qu'il rend l'hommage simple et non l'hommage lige (il reconnaît Philippe comme son seigneur et non comme son suzerain suprême). Son porte-parole, l'évêque de Lincoln Henry Burghersh, fait un discours de protestation présentant la liste des arguments juridiques contre l'hommage lige.
Philippe donne à Édouard jusqu'au 30 juillet 1330 pour revenir lui prêter l'hommage lige en bonne et due forme : les Anglais réclament que les territoires saisis pendant la guerre de Saint-Sardos leur soient rendus. Philippe refuse catégoriquement et fixe une nouvelle date butoir : le 15 décembre 1330. Devant un nouveau refus, le roi de France charge son frère Charles II d'Alençon de s'emparer de Saintes qui est pillée. Mais Édouard renverse Mortimer et prend en main les affaires. Il envoie une ambassade à Philippe en février 1331 et fait amende honorable, demandant que son hommage puisse être considéré comme un hommage lige. Philippe se montre conciliant : il accepte la proposition, retire son armée de Saintes et promet une indemnisation pour le sac de la ville.

#### Guerre d'Écosse
Tous ces efforts d'apaisements sont ruinés quand Édouard Balliol, le fils de l'ancien roi John Balliol, favorable aux Anglais, débarque à la tête d'une armée privée le 6 août 1332 dans le comté de Fife, dans l'Est de l'Écosse, ravivant ainsi le conflit anglo-écossais. Depuis 1296, profitant de la mort d'Alexandre III d'Écosse  sans héritier mâle et d'une tentative de prise de contrôle par mariage, l'Angleterre considère l'Écosse comme un État vassal. Cependant, les Écossais ont contracté avec la France la Auld Alliance le 23 octobre 1295, et Robert Bruce (futur Robert Ier d'Écosse) écrase, lors de la bataille de Bannockburn en 1314, la chevalerie anglaise, pourtant très supérieure en nombre, grâce à ses piquiers qui, en fichant leurs lances dans le sol, peuvent briser les charges de cavalerie comme l'ont fait les Flamands contre les Français à la bataille de Courtrai.
Ces formations de piquiers peuvent être utilisées de manière offensive à la manière des phalanges grecques (la formation serrée permet de cumuler l'énergie cinétique de tous les combattants qui peuvent renverser l'infanterie adverse) et ont disloqué les rangs anglais, leur infligeant une sévère défaite. En 1328, Robert Bruce est reconnu roi d'Écosse par le traité de Northampton. Mais à sa mort en 1329, David II d'Écosse  n'a que huit ans, ce qui donne l'occasion à Édouard Balliol de réclamer la couronne.
Après le désastre de Bannockburn, les Anglais prennent acte de la fin de la supériorité de la chevalerie sur les champs de bataille et mettent au point de nouvelles tactiques. Le roi Édouard Ier d'Angleterre instaure ainsi une loi qui incite les archers à s'entraîner le dimanche en bannissant l'usage des autres sports ; les Anglais deviennent alors habiles au maniement de l'arc long (long bow). Le bois utilisé est l'if (que l'Angleterre importe d'Italie) qui a des qualités mécaniques supérieures à l'orme blanc des arcs gallois : les performances sont donc améliorées.
Cette arme plus puissante peut être utilisée en tir massif à longue distance. Les Anglais adaptent leur manière de combattre en diminuant la cavalerie mais en utilisant plus d'archers et d'hommes d'armes à pied protégés des charges par des pieux plantés dans le sol (ces unités se déplacent à cheval mais combattent à pied),. Pour être efficace, l'arc long doit être employé par une armée protégée et donc en position défensive. Il faut obliger l'adversaire à attaquer. Pour cela, les Anglais utilisent en Écosse le principe de la chevauchée : l'armée déployée sur une grande largeur dévaste tout un territoire, jusqu'à ce que l'adversaire soit obligé de l'attaquer pour mettre un terme aux pillages.
Utilisant ainsi un schéma tactique qui préfigure la bataille de Crécy, avec des hommes d'armes retranchés derrière des pieux fichés dans le sol et des archers disposés sur les flancs pour éviter que les projectiles ne ricochent sur les bassinets et armures profilés pour dévier les coups portés de face, Édouard Balliol écrase les Écossais pourtant très supérieurs en nombre, le 11 août 1332, à la bataille de Dupplin Moor. Édouard Balliol est couronné roi d'Écosse à Scone en septembre 1332. Édouard n'a pas participé à la campagne mais, en laissant faire, il n'ignore pas que le résultat lui est très favorable : il a un allié à la tête de l'Écosse.
Les succès de Balliol ont montré la supériorité tactique conférée par l'arc long anglais (long bow ou longbow), aussi, quand celui-ci est renversé le 16 décembre 1332, Édouard prend ouvertement les choses en main. Il révoque le traité d'Édimbourg-Northampton signé en 1328 durant la régence par le Parlement anglais — qui reconnaissait le royaume d'Écosse comme une nation totalement indépendante —, renouvelant ainsi les prétentions de souveraineté anglaise sur l'Écosse et déclenchant la seconde guerre d'indépendance écossaise.[réf. souhaitée]

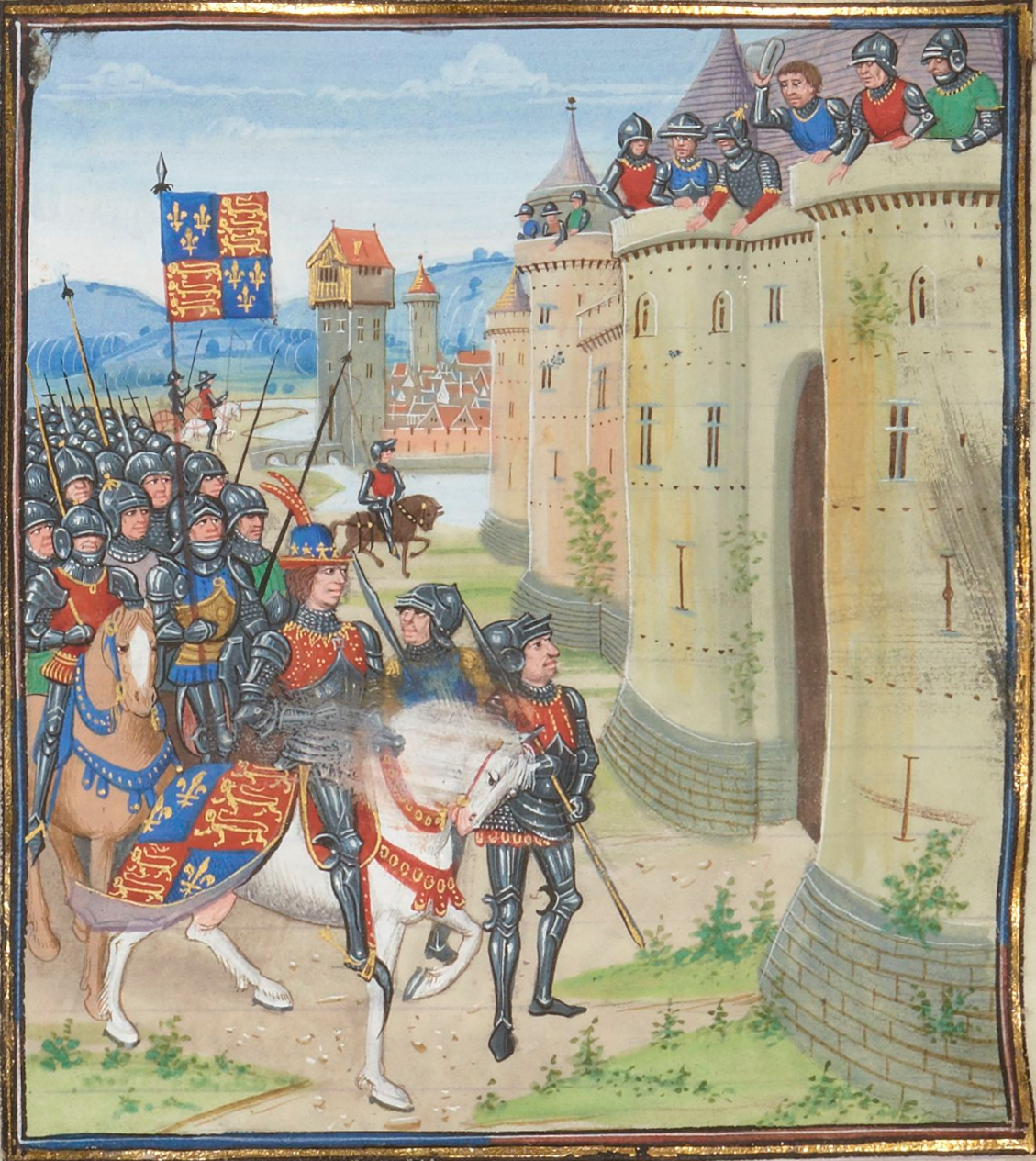
Édouard III devant Berwick. Miniature de Loyset Liédet, Chroniques de Froissart, BNF, Fr.2643.

Dans l'intention de regagner ce que l'Angleterre avait concédé, il assiège et reprend le contrôle de Berwick, puis il écrase l'armée de secours écossaise à la bataille de Halidon Hill en utilisant exactement la même tactique qu'à Dupplin Moor. Il fait preuve d'une extrême fermeté : tous les prisonniers sont exécutés. Édouard III est alors en position de remettre Édouard Balliol sur le trône d'Écosse. Ce dernier prête hommage au roi d'Angleterre en juin 1334 à Newcastle et lui cède 2 000 librates de terrains dans les comtés du Sud : les Lothians, le Roxburghshire, le Berwickshire, le Dumfriesshire, le Lanarkshire et le Peebleshire.
Ces succès contrarient la politique de Philippe VI de France car il comptait lancer une croisade en y emmenant Édouard III. Il accueille David II d'Écosse en mai 1334 et l'installe avec sa cour à Château Gaillard. Édouard tente d'apaiser le roi de France et d'obtenir rétrocession des terres saisies par Charles IV en Aquitaine, mais Philippe exige en échange le rétablissement de David II : les questions de Guyenne et d'Écosse sont désormais liées. En dépit des défaites de Dupplin et Halidon, les forces de David Bruce commencent bientôt à se ressaisir : dès juillet 1334, Édouard Balliol doit fuir à Berwick et demander l'aide d'Édouard III. Grâce à une taxe obtenue du Parlement et à un emprunt auprès de la banque Bardi, il relance une campagne écossaise.
Il lance une chevauchée dévastatrice mais les Écossais évitent les batailles rangées en lui opposant la tactique de la terre déserte. L'occupation des Plantagenêts est mise en danger et les forces de Balliol perdent rapidement du terrain. Édouard lève alors une armée de 13 000 hommes qui s'engage dans une deuxième campagne stérile. Les Français envoient un corps expéditionnaire de 6 000 hommes et livrent une guerre de course dans la Manche. Fin 1335, ils livrent bataille à Culblean contre un partisan de John Balliol. Ils feignent de fuir et les Anglais, qui chargent en quittant leurs positions défensives, subissent un assaut de flanc et se débandent.
Vers cette époque, en 1336, le frère d'Édouard III, Jean d'Eltham, comte de Cornouailles, meurt. Dans son ouvrage gestia annalia, l'historien John de Fordun accuse Édouard d'avoir tué son frère dans une querelle à Perth.[réf. souhaitée]
Bien qu'Édouard III alloue une très large armée aux opérations écossaises, la grande majorité de l'Écosse a été reconquise par les forces de David II d'Écosse en 1337, laissant uniquement quelques châteaux tels que ceux d'Édimbourg, de Roxburgh et de Stirling aux mains des Plantagenêts. Une médiation papale tente d'obtenir la paix : on propose que Balliol reste roi jusqu'à sa mort et qu'il soit ensuite remplacé par David Bruce. Ce dernier refuse à l'instigation de Philippe VI de France  .
Les quelques places fortes encore sous contrôle sont insuffisantes pour imposer la loi d'Édouard et, dans les années 1338-1339, il passe d'une stratégie de conquête à une stratégie de défense des acquis. Édouard doit faire face à des problèmes militaires sur deux fronts, en Écosse et en France. Les Français représentent un problème dans trois domaines. Premièrement, ils pourvoient un support constant aux Écossais par le biais de l'alliance franco-écossaise. Ensuite, les Français attaquent régulièrement plusieurs villes côtières anglaises, initiant les rumeurs d'une invasion massive en Angleterre. En effet, Philippe VI de France monte une expédition de 20 000 hommes d'armes et 5 000 arbalétriers. Mais pour transférer une telle force, il doit louer des galères génoises. Édouard III, renseigné par ses espions, empêche le projet en payant les Génois pour neutraliser leur flotte : Philippe VI n'a pas les moyens de surenchérir. Enfin, les possessions du roi d'Angleterre en France sont menacées. En 1336, il interdit l'exportation des laines anglaises vers la Flandre (possession de la couronne de France). Cette provocation économique, défi de l'Angleterre à la France, est une des causes profondes du déclenchement de la guerre de Cent Ans.

### Première phase de la guerre de Cent Ans
Sous le prétexte qu'il refuse de lui livrer Robert d'Artois, ennemi déclaré de la couronne de France, le roi Philippe VI de Valois confisque au roi d'Angleterre la Guyenne le 24 mai 1337. Si le roi d'Angleterre est l'égal du roi de France, il est aussi duc de Guyenne depuis le mariage d'Henri II Plantagenêt avec Aliénor d'Aquitaine. Il est donc, à ce titre, vassal du roi de France et lui doit obéissance et fidélité. Au lieu de chercher une solution pacifique au conflit en rendant hommage au roi de France, Édouard revendique la couronne de France en tant que seul descendant mâle encore vivant de son défunt grand-père maternel, Philippe IV le Bel.[réf. souhaitée]
Cependant, les Français invoquent la loi salique et dénigrent ses revendications en reconnaissant le neveu de Philippe IV, Philippe VI, de la Maison de Valois, comme véritable héritier. En réponse, Édouard se déclare, en janvier 1340 à Gand, lui-même roi d'Angleterre et de France. En incorporant ses propres armoiries anglaises, les trois léopard d'or sur champ de gueules, aux armoiries de la France, les trois lys, d'or sur champ d'azur, il présente un nouveau blason personnel, marquant sa revendication des deux royaumes, et date alors ses actes « de la quatorzième année de (son) règne en Angleterre et de la première en France ». Pour faire valoir ses droits, il entre en conflit armé avec la France, marquant ainsi le début de la guerre de Cent Ans.
Dans la guerre contre la France, Édouard construit des alliances et lutte à travers des petits princes français. En 1338, l'empereur Louis IV le nomme vicaire général du Saint-Empire romain germanique et lui promet son soutien. Au début du conflit franco-anglais, en 1339, sa belle-mère Jeanne de Valois le reçoit à l'abbaye de Fontenelle et tente en vain d'apaiser les esprits.[réf. souhaitée]

#### La chevauchée de 1339
L'Aquitaine est réputée indéfendable depuis sa saisie par Philippe VI de Valois en 1324. Édouard décide donc de porter le combat en Flandres. Édouard III s'est assuré l'alliance des villes flamandes qui ont besoin de la laine anglaise pour faire tourner leur économie, mais aussi de l'empereur et des princes de la région qui voient d'un mauvais œil les avancées françaises en terres d'Empire. Ces alliances se sont faites sous la promesse de compensations financières de la part du roi d'Angleterre. Mais, quand il débarque, le 22 juillet 1338, à Anvers, à la tête de 1 400 hommes d'armes et 3 000 archers, ses alliés s'empressent de lui demander d'acquitter ses dettes plutôt que de lui fournir les contingents prévus.[réf. souhaitée]
Le roi d'Angleterre passe donc l'hiver en Brabant à négocier avec ses créanciers. Pour neutraliser les troupes du roi de France arrivées à Amiens le 24 août, il lance des négociations que mènent l'archevêque de Cantorbéry et l'évêque de Durham. La manœuvre ayant réussi, le roi de France doit renvoyer sa considérable armée.
Il laisse les mains libres au roi de France en Aquitaine, dont l'offensive française menée par une force équipée de bombardes enchaîne les succès : les places fortes de Penne, Castelgaillard, Puyguilhem, Blaye et Bourg sont prises. L'objectif n'est pas loin d'être atteint quand l'armée met le siège devant Bordeaux en juillet 1339. Mais la ville résiste : une porte est prise, mais les assaillants sont repoussés avec difficulté. Paradoxalement, à cette période, il est plus facile aux assiégés de tenir sur leurs réserves que les armées assiégeantes, souvent très nombreuses et qui se retrouvent rapidement affamées. À Bordeaux, le problème du ravitaillement de 12 000 hommes se révèle insoluble, les ressources locales sont épuisées.
- Principales batailles de la 1re phase de la guerre
- Chevauchée d'Édouard III en 1339.
- Chevauchée d'Édouard III en 1346.
- Chevauchée du Prince noir en 1355.
- Chevauchée de Lancastre en 1356.
- Chevauchée du Prince noir en 1356.
- Chevauchée d'Édouard III en 1359-1360.

Première phase de la guerre de Cent Ans.
Principales batailles de la 1re phase de la guerre

Au cours de l'été 1339, constatant les progrès français en Aquitaine et étant sous la menace d'un débarquement français en Angleterre, Édouard III décide de porter la guerre en Flandre obligeant Philippe VI de Valois à prélever des troupes pour aller combattre dans le Nord. Le siège de Bordeaux est levé le 19 juillet 1339. Ayant reçu des renforts d'Angleterre et ayant réussi à garantir ses dettes vis-à-vis de ses alliés, Édouard III marche avec eux sur Cambrai (ville d'Empire mais dont l'évêque s'est rangé du côté de Philippe VI de Valois) fin septembre 1339.
Cherchant à provoquer une bataille rangée avec les Français, il pille tout sur son passage, mais le roi de France ne bouge pas. Le 9 octobre, commençant à épuiser les ressources locales, le roi d'Angleterre doit se décider à livrer bataille. Il oblique donc vers le sud-ouest et traverse le Cambrésis en brûlant et tuant tout sur son passage : 55 villages du diocèse de Noyon sont rasés. Pendant ce temps, Philippe VI de Valois a fait réunir son ost et arrive jusqu'à Buironfosse. Les deux armées marchent alors l'une vers l'autre et se rencontrent une première fois près de Péronne.
Édouard a 12 000 hommes et Philippe 25 000. Le roi d'Angleterre trouvant le terrain défavorable se retire. Philippe VI lui propose de se rencontrer le 21 ou 22 octobre en terrain découvert pour que leurs armées puissent en découdre selon les règles de chevalerie. Édouard III l'attend donc près du village de La Capelle, où il a établi son camp en terrain favorable, retranché derrière pieux et fossés, ses archers positionnés sur les ailes. Le roi de France, estimant qu'une charge de cavalerie serait suicidaire, se retranche aussi, laissant l'honneur aux Anglais d'attaquer. Le 23 octobre 1339, faute que l'un des deux adversaires ne veuille prendre l'initiative, les deux armées rentrent chez elles.[réf. souhaitée]
La chevalerie française, qui comptait se financer sur les rançons demandées aux éventuels prisonniers faits au cours des combats, gronde et accuse Philippe VI de « renardie ».
Les premières tentatives d'Édouard n'ont pas grands résultats ; la seule victoire militaire majeure de cette phase est la victoire navale anglaise de L'Écluse (Sluis), près de Bruges, le 24 juin 1340, où 16 000 soldats et marins français trouvent la mort. La flotte de Philippe VI étant anéantie, cette victoire lui donne cependant la maîtrise de la Manche et la possibilité de porter facilement la guerre en France.[réf. souhaitée]
Pendant ce temps, la pression fiscale, causée par les alliances coûteuses d'Édouard, conduit à un mécontentement de la population en Angleterre. En réponse à cela, le roi revient au pays sans se faire annoncer le 30 novembre 1340. Trouvant les affaires du royaume en désordre, il purge l'administration royale. Ces mesures n'apportent toutefois pas de stabilité, et une discorde sans issue s'ensuit entre le roi et Jean de Stratford, l'archevêque de Canterbury.
Édouard, au Parlement d'Angleterre d'avril 1341, est forcé d'accepter des limitations sévères à ses prérogatives financières et administratives. Cependant, en octobre de la même année, le roi répudie ce statut, et l'archevêque Stratford est politiquement ostracisé. Les circonstances extraordinaires du parlement de 1341 ont forcé le roi à se soumettre mais, en temps normal, les pouvoirs du roi dans l'Angleterre médiévale sont pratiquement illimités, et Édouard en tire avantage.

#### Campagne d'Henri de Lancastre en Aquitaine
Le tournant de la guerre se joue sur le plan financier. Mettant à profit la trêve de Malestroit, Édouard réussit à convaincre le parlement qu'il n'est pas possible de remporter cette guerre sans envoyer des forces considérables contre l'ennemi. Il déploie d'importants efforts de propagande convainquant la population de la menace que fait peser sur elle le roi de France. Le parlement lui vote en juin 1344 un impôt sur deux ans : de quoi réunir deux armées très bien équipées pour mener des campagnes décisives en Aquitaine et dans le Nord de la France ainsi que de plus petits contingents pour peser sur la guerre de Succession de Bretagne.[réf. souhaitée]
Début août 1345, Henri de Lancastre débarque à Bordeaux avec 500 hommes d'armes, 1 000 archers et 500 fantassins gallois. Il a le titre de lieutenant pour l'Aquitaine et toute liberté d'action. Son premier objectif : neutraliser Bergerac d'où partent régulièrement des raids dévastateurs. La ville est prise dès le mois d'août. Il y fait des centaines de prisonniers qui sont mis à rançon. Renforcé de troupes gasconnes et des troupes de Stafford (son armée compte 2 000 hommes d'armes et 5 000 archers et fantassins) il assiège Périgueux. Jean le Bon, chargé de la défense de l'Aquitaine, envoie Louis de Poitiers avec 3 000 hommes d'armes et 6 000 fantassins secourir la ville.
Mais, à quinze kilomètres de Périgueux, celui-ci s'arrête pour assiéger le château d'Auberoche. Il y est surpris par Henri de Lancastre le 21 octobre : l'armée française est défaite et les Anglais font une nouvelle fois de nombreux prisonniers. Fort de ce succès, Henri prend plusieurs bastides, nettoyant de ses garnisons françaises l'espace compris entre la Dordogne et la Garonne, puis il met le siège devant la Réole. La ville est prise dès le 8 novembre, mais la citadelle résiste : elle promet de se rendre si aucun secours n'arrive dans les cinq semaines. Jean le Bon ne bouge pas : une grande partie de son armée a été défaite à Auberoche et il a licencié le reste. Par conséquent, La Réole capitule puis Langon et Sainte-Bazeille font de même, en janvier 1346. Cela a un effet catastrophique : devant l'inertie des Français, de nombreux seigneurs gascons changent de camp, comme les puissantes familles Durfort et Duras ; les communautés locales organisent leur propre défense et refusent donc de payer les impôts royaux.
De ce fait, la souveraineté française sur l'Aquitaine recule, laissant place à l'action de compagnies et aux guerres privées, ce qui accentue le phénomène. De plus, les prisonniers de Bergerac et d'Auberoche rapportent près de 70 000 livres de rançon à Henri de Lancastre et ses lieutenants ne sont pas en reste : on prend conscience, en Angleterre, que la guerre en France peut être rentable, ce qui suscite nombre de vocations. Aiguillon chute début 1346, Philippe VI de Valois se décide enfin à agir : il doit trouver des finances pour monter une armée. Il obtient avec grande difficulté des finances des états de langue d'oïl et de Languedoc, il emprunte aux banques italiennes de Paris et il reçoit surtout le soutien du pape qui l'autorise à prélever 10 % des revenus ecclésiastiques du royaume et lui prête 33 000 florins.
Le roi recrute des mercenaires en Aragon et en Italie. Jean se retrouve à la tête de 15 000 hommes dont 1 400 Génois. Il commence la Campagne d'Aquitaine en assiégeant Aiguillon le 1er août. La place, au confluent de la Garonne et du Lot, est extrêmement bien fortifiée et tenue par une solide garnison de 600 archers et 300 hommes d'armes. Jean fait le serment de ne pas quitter les lieux avant d'avoir pris la ville. Il emploie les grands moyens : réseaux de tranchées pour protéger l'approche et les arrières, construction de ponts sur la Garonne et le Lot pour bloquer le ravitaillement de la ville. Mais le siège piétine et ce sont bientôt ses propres forces qui se retrouvent affamées, d'autant que les assiégés ont fait main basse sur le ravitaillement des assiégeants au cours de sorties audacieuses. Fin août 1346, il doit lever le siège : Édouard III a attaqué au nord du royaume et Philippe VI de Valois a besoin de lui.

#### Victoires anglaises

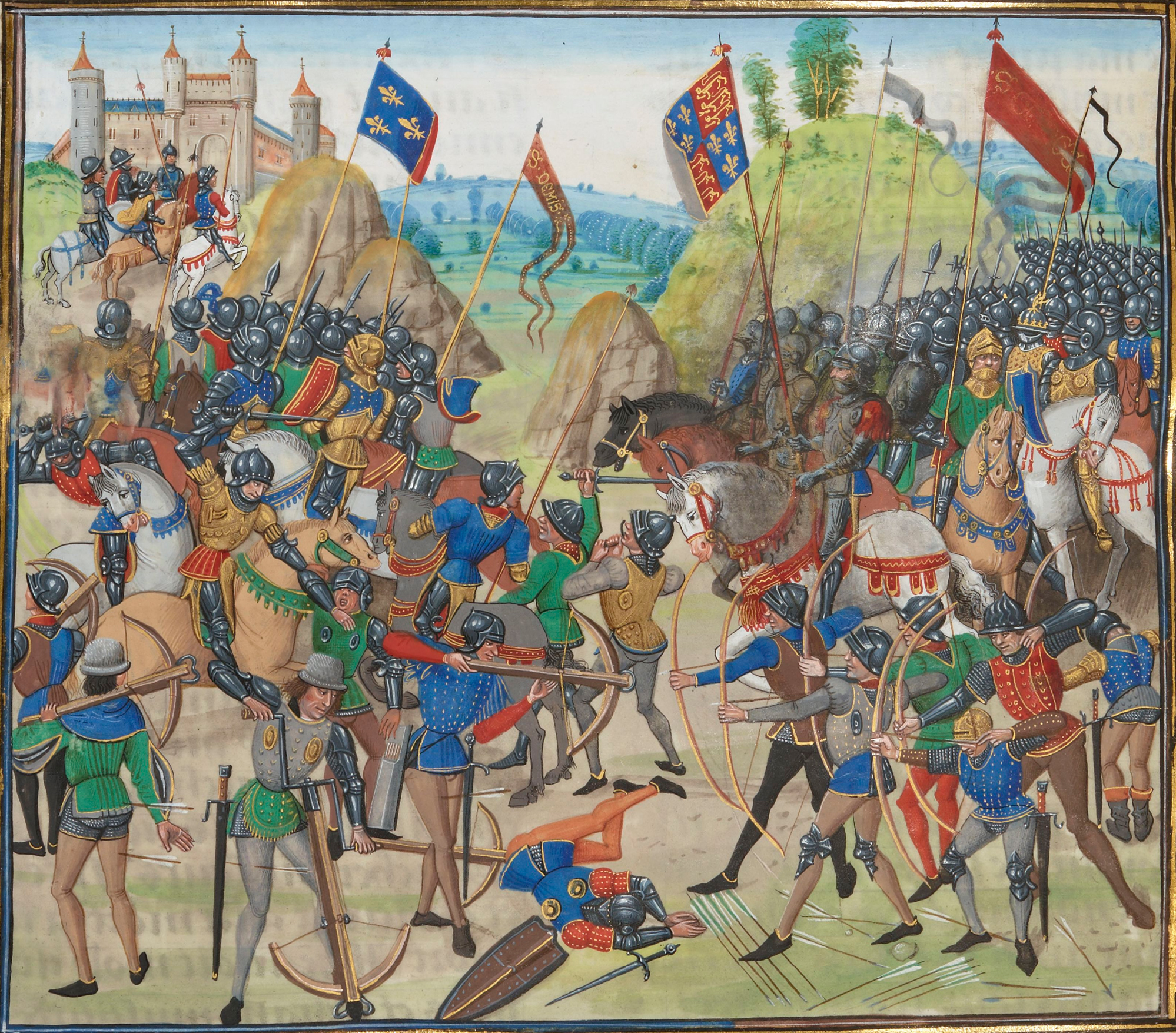
Bataille de Crécy. Miniature de Loyset Liédet, Chroniques de Froissart, BNF, Fr.2643, f.165v.

Après maintes campagnes infructueuses en Europe continentale, Édouard décide de lancer une offensive majeure en 1346, embarquant pour la Normandie avec une force de 40 000 hommes. Son armée pille la cité de Caen et marche à travers le nord de la France. Le 26 août, il rencontre les forces du roi de France lors de la bataille rangée de Crécy au cours de laquelle l'organisation de son armée prend le dessus sur les charges de la chevalerie française qui s'effondre sous une pluie de flèches décochées par les archers gallois abrités par une forêt de pieux.
C'est une victoire décisive. Pendant ce temps, en Angleterre, William Zouche, l'archevêque d'York, mobilise une armée pour affronter David II. Il revient après l'avoir défait et capturé à la bataille de Neville's Cross le 17 octobre. Avec sa frontière nord sécurisée, Édouard se sent libre de continuer son offensive majeure contre la France, assiégeant la ville portuaire de Calais qui tombe après un siège extraordinairement long (onze mois) — probablement la plus grande opération militaire simple menée par l’Angleterre au Moyen Âge — le 4 août 1347.[réf. souhaitée]
Après la mort de l'empereur Louis IV de Bavière en octobre 1347, le Saint-Empire romain germanique est en passe de retomber dans les mains des Luxembourg, qui sont de fidèles alliés des Français. Leur prétendant et nouveau roi des Romains Charles IV du Saint-Empire est en effet le fils de Jean l'Aveugle, mort à Crécy en combattant dans les rangs français, et le frère de Bonne de Luxembourg, femme de Jean le Bon et mère de Charles V de France. Louis V de Bavière (le fils de Louis IV Saint-Empire) négocie donc avec Édouard pour prétendre au trône d'Allemagne face au nouveau roi des Romains Charles IV du Saint-Empire, mais Édouard décide finalement, en mai 1348, de ne pas s'attaquer à la couronne d'Allemagne.[réf. souhaitée]
En 1348, la peste noire touche l'Europe de plein fouet, tuant un tiers ou plus de la population anglaise. Cette perte de main d'œuvre et, par conséquent, de revenus, signifie l'arrêt d'une campagne majeure. Les grands propriétaires fonciers doivent faire face au manque de travailleurs et à l'inflation du coût du travail en résultant. Tentant de limiter les salaires, le roi et le parlement répondent avec l'ordonnance des Travailleurs (1349) et le statut des travailleurs (1351). Toutefois, la peste ne conduit pas à une rupture complète dans le gouvernement et la société, et le rétablissement est rapide.

#### L'influence deCharlesIIde Navarre
En janvier 1354, Charles II de Navarre, excédé des faveurs dont le connétable Charles de la Cerda fait l'objet de la part du roi Jean II, fait assassiner le favori. Menacé par le roi de France, il demande l'aide d'Édouard III, qui la lui promet. Mais celui-ci n'a pas le temps d'intervenir en France, car Charles II de Navarre a entretemps signé le traité de Mantes le 22 février 1354.
Ce n'est que partie remise. Le 5 avril 1356, Jean II fait arrêter Charles II de Navarre au château de Rouen et le jette en prison. Philippe de Navarre, frère de Charles II, envoie un défi au roi de France et se tourne vers le roi d'Angleterre. Philippe de Navarre lance en juin 1356 une chevauchée en Normandie, et le fils aîné d'Édouard, le Prince Noir, fait de même en juillet 1356 en Guyenne.
Pendant cette chevauchée, Édouard de Woodstock remporte une grande victoire à la bataille de Poitiers. Les forces inférieures en nombre des Anglais n'ont pas seulement mis en déroute l'armée française mais aussi capturé le roi de France, Jean II le Bon. Après une succession de victoires, les Anglais acquièrent de nombreuses possessions en France, le roi français est en détention et le gouvernement central est presque totalement effondré. De plus, le pays est ravagé par des troubles intérieurs (jacqueries, Étienne Marcel, Charles le Mauvais). Si le souhait d'Édouard d'obtenir la couronne de France était au départ un simple stratagème politique, il semble maintenant tout près de se réaliser. Il impose le traité de Londres à Jean le Bon, par lequel il accapare la moitié du territoire français et réclame une rançon de quatre millions de livres.
Charles II de Navarre s'alliera à plusieurs reprises avec Édouard III, allant jusqu'à traiter du partage du royaume de France en cas de conquête. Mais à l'été 1358, Charles II ne parviendra pas à s'allier avec les Anglais, alors qu'il était sur le point de s'emparer de la couronne de France, et cet appui lui fera grandement défaut. Navarrais et Anglais mettront ensuite à sac la France jusqu'en 1359.

#### Revers et tactique française de la terre déserte
Grâce à une armée plus moderne car professionnalisée, bien formée et structurée, ainsi qu'à la supériorité tactique conférée par l'arc long, Édouard et son fils ont remporté l'essentiel des grandes batailles rangées contre les Français, dont les plus connues sont celles de Crécy et de Poitiers. Ce qui lui vaut une réputation de grand tacticien. En revanche, il se révèle moins bon stratège que Charles V de France qui, prenant acte de la supériorité tactique anglaise, lui oppose la stratégie de la terre déserte et de sièges tous azimuts soutenu par une puissante logistique rendue possible par l'acceptation de l'impôt. Édouard procède par chevauchées, mais ne consolide pas ses conquêtes par le contrôle de places fortes (à l'exception notable de Calais). Cette guerre de pillage retourne la population française contre lui.[réf. souhaitée]
Jean II le Bon est incarcéré à Bordeaux avec tous les honneurs. Il peut librement y organiser une cour. Mais, en son absence, le parti réformateur mené par Étienne Marcel et les proches de Charles de Navarre tente d'instaurer une monarchie contrôlée par les états généraux. En janvier 1358, Charles de Navarre, libéré, est en mesure de prendre le pouvoir (il est considéré par beaucoup comme plus apte à combattre l'ennemi anglais et plus légitime que le chétif dauphin). Voyant la situation évoluer vers une monarchie contrôlée avec Charles de Navarre à sa tête, Jean le Bon décide de précipiter les négociations, quitte à céder beaucoup de terrain à Édouard III.

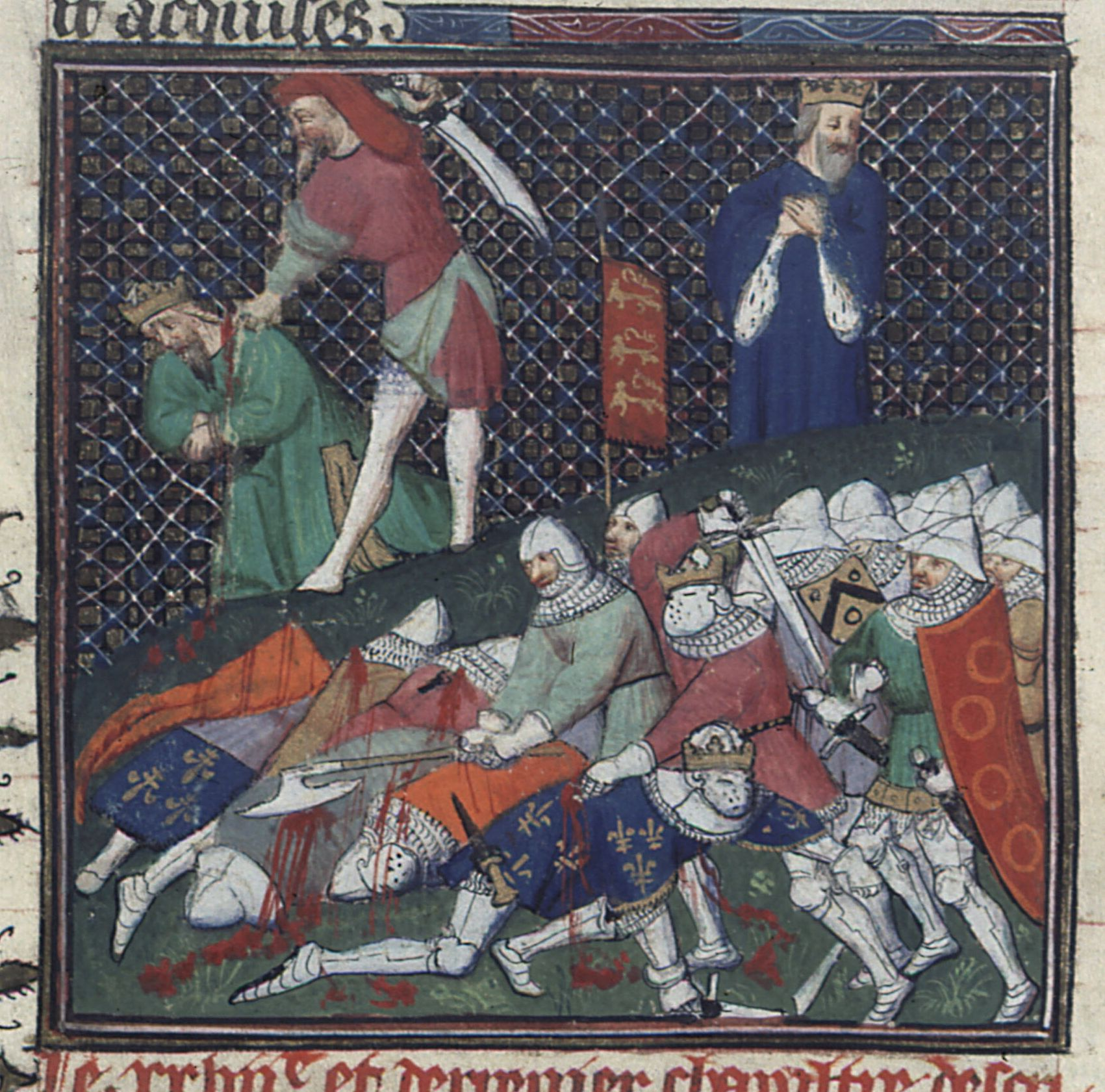
Capture de Jean II le Bon à la Bataille de Poitiers (1356). Miniature du Maître de Bedford tirée d'un manuscrit du Des cas des nobles hommes et femmes de Boccace, BNF, Fr.226, f.274r.

Elles doivent avoir lieu de roi à roi et il est transféré de Bordeaux à Londres. Ses conditions d'incarcération sont royales : il est logé avec sa cour de plusieurs centaines de personnes (proches capturés avec lui à Poitiers et d'autres venus de leur plein gré), a la liberté de circulation en Angleterre et l'hébergement à l'hôtel de Savoie. Il accepte le premier traité de Londres qui prévoit que l'Angleterre récupère l'ensemble de ses anciennes possessions d'Aquitaine et une rançon de quatre millions d'écus sans renonciation à la couronne de France.
Cet accord provoque un tollé dont Étienne Marcel, le prévôt de Paris, profite pour prendre le pouvoir dans la capitale française. Le 22 février 1358, il déclenche une émeute et 3 000 hommes en armes envahissent le Palais de la Cité pour affronter le Dauphin qui a fait monter une armée d'un millier d'hommes pour faire pression sur les Parisiens et empêcher son éviction en faveur du Navarrais. Étienne Marcel fait assassiner sous ses yeux les chefs de cette armée : le maréchal de Champagne Jean de Conflans et le maréchal de Normandie Robert de Clermont.
Croyant maîtriser le Dauphin qu'il a terrorisé, il le fait nommer régent et tient Charles le Mauvais à l'écart de Paris. Le Dauphin réagit, monte la noblesse horrifiée par le meurtre des maréchaux contre Étienne Marcel et organise le siège de la capitale. Étienne Marcel contre-attaque en utilisant la jacquerie pour s'assurer de l'accès nord à la capitale qui lui permet de garder le contact avec les villes des Flandres et du nord auquel il est allié. Charles de Navarre, se sentant évincé par le prévôt de Paris, reprend l'initiative en prenant la tête de la noblesse et en écrasant les Jacques. Étienne Marcel n'a d'autre choix que de composer avec lui : il lui ouvre les portes de Paris et du pouvoir.
Néanmoins, la plus grande partie de la noblesse ne suit pas le Navarrais et rallie le camp du Dauphin qui assiège Paris. Une alliance avec Étienne Marcel est impossible depuis le meurtre des maréchaux. Charles de Navarre compense ces défections par l'enrôlement de mercenaires anglais dont la présence dans Paris déclenche des émeutes, la nouvelle de l'arrivée d'autres troupes anglaises fait définitivement basculer les Parisiens : Étienne Marcel est assassiné et Paris ouvre ses portes au régent le 2 août 1358.
- Possessions de Charles de Navarre.
- Territoires contrôlés par Édouard III avant le traité de Brétigny.
- Le premier traité de Londres cède l'Aquitaine des Plantagenêts aux Anglais et règle la guerre de Succession de Bretagne par une alliance du duché avec l'Angleterre.
- Le deuxième traité de Londres comprend en plus la Normandie et le Maine.
- Chevauchée d'Édouard III en 1359-1360.
- Territoires cédés par la France à l'Angleterre par le traité de Brétigny (suit le tracé du premier traité de Londres).

Royaume de France entre 1356 et 1363 :
Jacqueries et Grandes compagnies.
Possessions de Charles de Navarre.
Territoires contrôlés par Édouard III avant le traité de Brétigny.
Le premier traité de Londres cède l'Aquitaine des Plantagenêts aux Anglais et règle la guerre de Succession de Bretagne par une alliance du duché avec l'Angleterre.
Le deuxième traité de Londres comprend en plus la Normandie et le Maine.
Territoires cédés par la France à l'Angleterre par le traité de Brétigny (suit le tracé du premier traité de Londres).

En mars 1359, profitant du fait que le pouvoir semble échapper complètement à Jean le Bon, Édouard III augmente ses prétentions et lui impose des conditions de détention moins conciliantes. Il obtient ainsi un second traité encore plus contraignant :
- aux anciennes possessions d'Aquitaine des Plantagenêt, s'ajoutent toutes les terres qui ont autrefois été leurs fiefs : le Maine, la Touraine, l'Anjou et la Normandie ;
- le roi d'Angleterre reçoit l'hommage du duc de Bretagne, réglant ainsi la guerre de Succession de Bretagne en faveur de Jean de Montfort, allié des Anglais ;
- la rançon de quatre millions d'écus avec un échéancier plus bref.

Cela représente plus de la moitié du territoire et plusieurs années de recettes fiscales. Accepter ces conditions discréditerait définitivement les Valois et risquerait de faire sombrer le royaume dans une nouvelle guerre civile qui offrirait à Édouard III la couronne sur un plateau. Habilement, le dauphin et régent Charles (le futur Charles V le Sage) convoque les états généraux qui refusent d'avaliser le traité, mettant ainsi son père prisonnier à l'abri de représailles. Le traité de Londres aurait définitivement discrédité les Valois et aurait probablement relancé la guerre civile au profit d'Édouard. Mais, en convoquant les états généraux contre ce traité inacceptable, le régent rassemble le pays contre les Anglais.
En accord avec le roi Jean et son entourage londonien qui ne veulent pas que la mort éventuelle d'Édouard III sur le champ de bataille déclenche des représailles à leur encontre, Charles lui oppose la tactique de la terre déserte et mène une guerre d'escarmouches, refusant toute bataille rangée. Édouard III entame le siège de Reims mais ne peut attaquer la cité car, conformément à sa stratégie qui consiste à forcer les Français à livrer une grande bataille en rase campagne, il n'a pas emmené de machines de guerre qui l'auraient ralenti. Il se dirige vers la Bourgogne.[réf. souhaitée]
Cette chevauchée tourne au fiasco pour les Anglais, harcelés, affamés, privés de montures (faute de fourrage). Pendant ce temps, des marins normands mènent un raid sur le port de Winchelsea (mars 1360), déclenchant une panique en Angleterre.
Fou de rage, Édouard III remonte vers Paris et laisse son armée commettre de nombreuses exactions : il ne s'agit plus de la simple extorsion visant à nourrir son armée, mais de la destruction systématique de toutes les ressources - les pieds de vignes sont arrachés, le bétail abattu, les paysans massacrés. Ces exactions entraînent un vif ressentiment contre les Anglais.[réf. souhaitée]

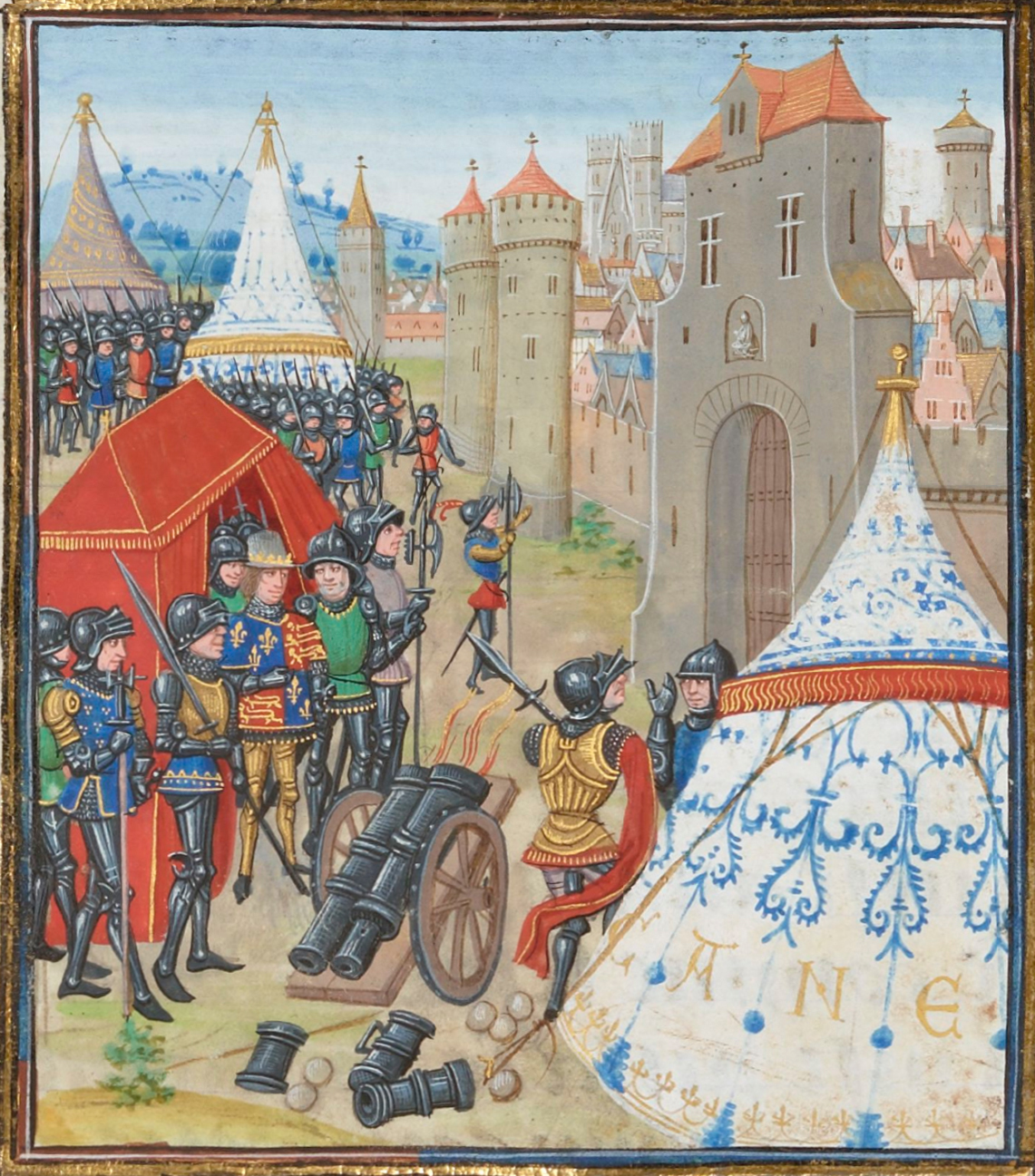
devant Reims. Miniature de Loyset Liédet, Chroniques de Froissart, BNF, Fr.2643.

Nombre d'entre elles ont lieu pendant le carême et la Semaine sainte et, lorsque l'armée anglaise est décimée par un violent orage de grêle le lundi 13 avril, nombre de chroniqueurs y voient la main de Dieu. Édouard III se décide alors à négocier. Il signe la paix à Brétigny, où il dissout son armée de mercenaires. Celle-ci, pour se solder, se livre au pillage en Bourgogne, seule région « ouverte », car, contrairement à la Champagne et l'Île-de-France, son arrivée n'y était pas prévue. Ces mercenaires forment l'embryon des Grandes compagnies.
Édouard III ne croit plus en la possibilité de monter sur le trône de France et, en 1361, il décrète que la langue anglaise sera la langue officielle du royaume d'Angleterre, en remplacement du français en usage depuis 1066, dans le but de consolider ses conquêtes continentales. Cette décision, trop précoce, augmente en Aquitaine la perception des Anglais comme des occupants des territoires conquis.[réf. souhaitée]
Si le royaume de France exsangue, pressuré par les compagnies et l'énorme rançon de Jean II le Bon, n'est plus un danger à court terme, ses élites ont beaucoup appris pendant la captivité du roi à Londres. En effet la cour a pu constater les bienfaits de la monnaie forte et de la décentralisation. À peine rentré, Jean le Bon crée le Franc et divise le royaume en apanages gérés par ses fils. S'il n'a plus suffisamment de crédibilité pour faire accepter l'impôt nécessaire à la création d'une armée régulière, son fils Charles V, qui a su gérer les affaires alors que le pays était en pleine guerre civile, a, lui, la légitimité pour le faire.

### Perte des possessions françaises

#### Guerre diplomatique

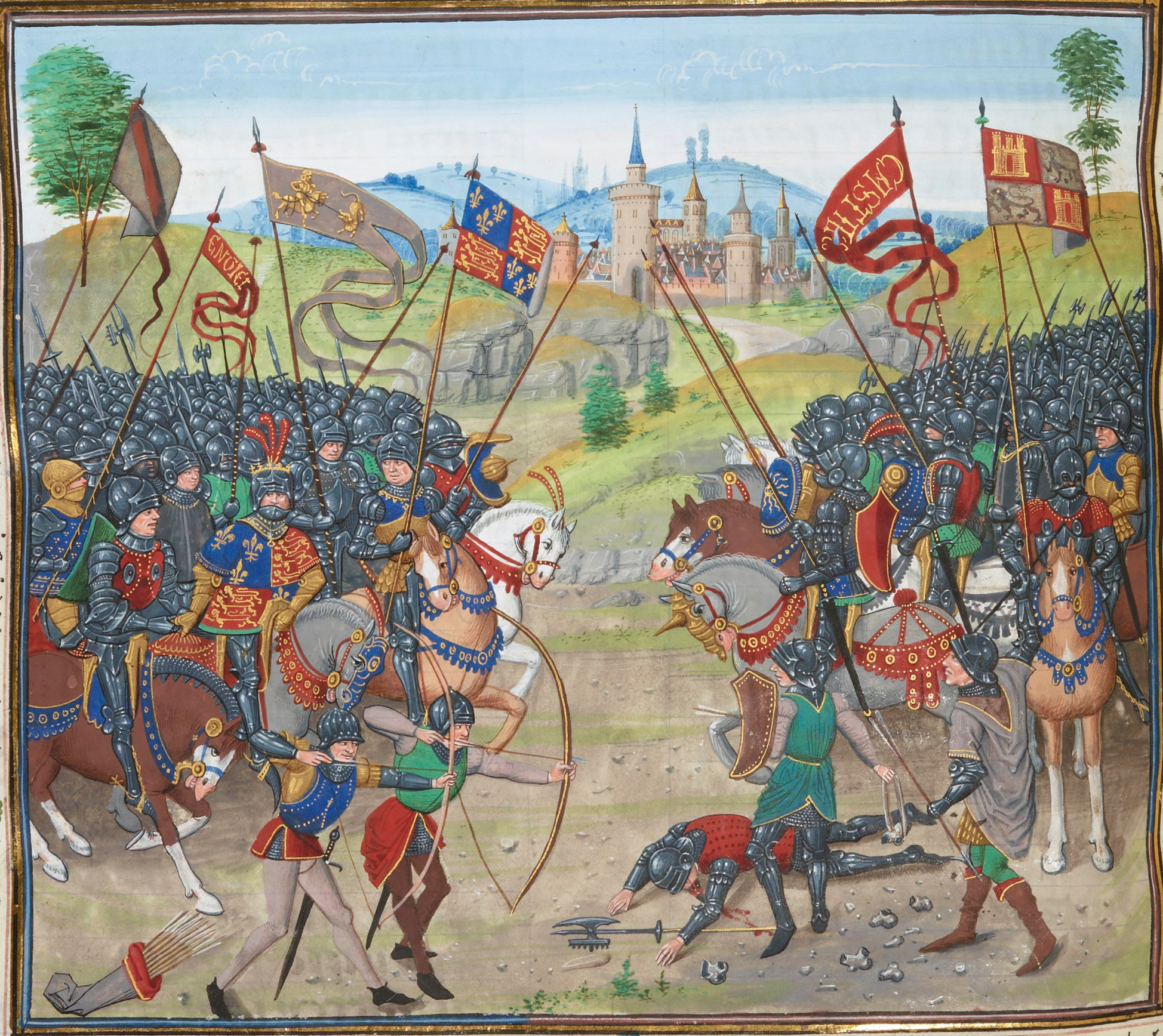
Bataille de Nájera. Miniature de Loyset Liédet, Chroniques de Froissart, BNF, Fr.2643.

Le dauphin Charles fait traîner le versement de la rançon (suspendue à la mort de Jean le Bon en 1364). Édouard III est obligé de respecter la trêve, s'il veut prendre possession des territoires concédés à Brétigny. Devenu roi en 1364, Charles V profite de ce répit pour débarrasser le pays des compagnies, grâce à des armées levées par ses frères dans chaque apanage. Il justifie l'impôt par la nécessité d'une armée permanente qui ne pille plus le pays à chaque démobilisation. Charles V prépare méthodiquement la reconquête, en s'alliant notamment avec Owain Lawgoch, prétendant à la principauté de Galles, Valdemar IV de Danemark, et en renouant avec la Auld Alliance écossaise.[réf. souhaitée]
Il met ainsi de son côté des alliés ayant tous de bonnes raisons d'en découdre avec l'Angleterre. Charles use les forces du fils d'Édouard, le Prince Noir, en Castille où une guerre fratricide fait rage entre les deux prétendants, l'un anglophile et l'autre francophile, au trône de ce pays. Il le fait en envoyant Bertrand du Guesclin et Guillaume Boitel recruter les compagnies et le fait financer en grande partie par le pape sous couvert d'une soi-disant croisade contre l'Émirat de Cordoue.
Le pape accepte pour se débarrasser des compagnies qui rançonnent l'axe rhodanien ce qui a un impact direct sur l'économie d'Avignon où il réside. En aidant Henri de Trastamare à monter sur le trône de Castille, Charles bénéficie d'un solide allié qui possède ce que la France n'a pas encore : une flotte redoutable. Le prince de Galles est obligé de réagir, il rétablit Pierre le Cruel sur le trône de Castille en infligeant à Du Guesclin et à Henri de Trastamare une sévère défaite à Nájera le 3 avril 1367, toujours grâce à la supériorité tactique conférée par les archers anglais. Mais les effets de cette victoire sont de courte durée : l'argent promis par Pierre le Cruel pour financer l'armée anglaise n'existe pas et le Prince Noir, ruiné, doit la licencier et lever des fouages sur l'Aquitaine par ordonnance du 26 janvier 1368 : ces impôts sont directement à l'origine des appels gascons.

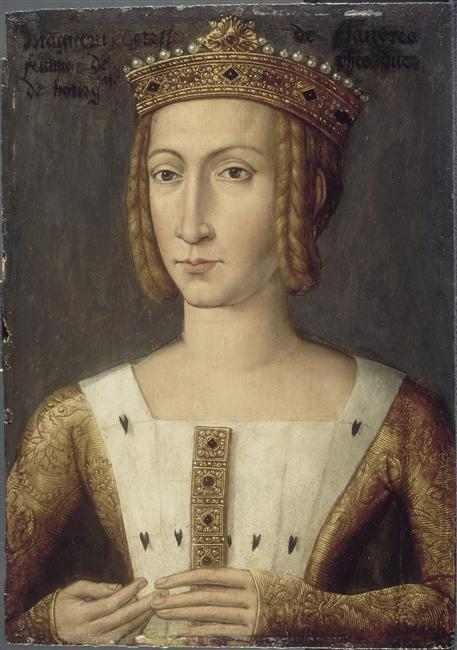
Marguerite III de Flandre, peinture du Musée de l'Hospice Comtesse, Lille.

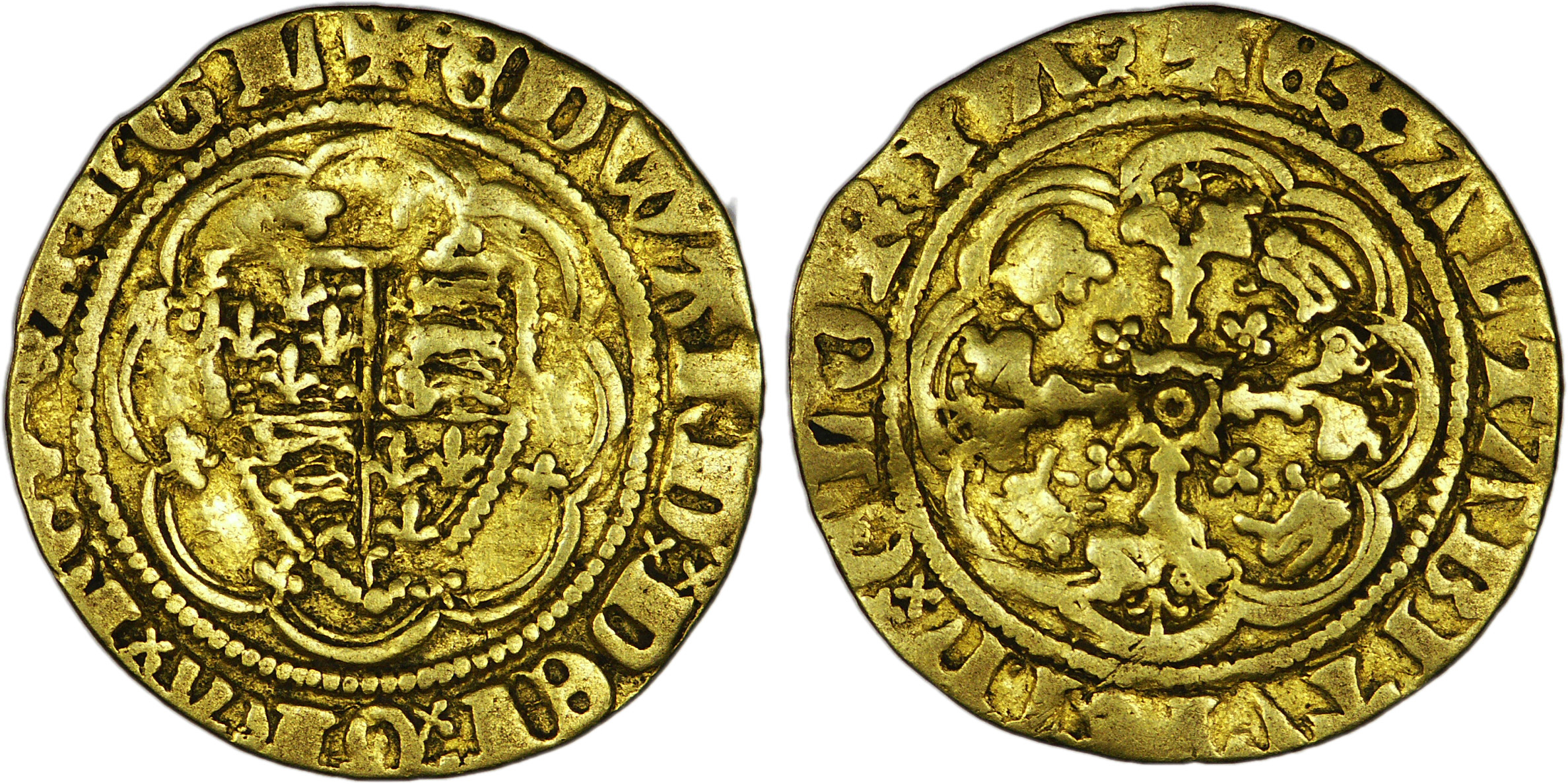
Quart de noble d'or sous Édouard III frappé à Calais.

Parallèlement, Édouard III envisage de prendre contrôle de la Flandre par mariage. Il compte unir son fils, Edmond de Langley, à Marguerite, héritière des comtés de Flandre, de Nevers, de Rethel et de Bourgogne. Edmond recevrait en outre de son père Calais et le comté de Ponthieu ce qui, avec l'Artois, Rethel et la Flandre, constituerait une principauté anglaise équivalente à la Guyenne au nord de la France. Le comte de Flandre, Louis de Male est, dans un premier temps, sensible à la nécessité économique : les drapiers flamands sont dépendants des importations de laine anglaises.
Il accepte et, le 10 octobre 1364, il fiance sa fille Marguerite avec Edmond de Langley. Mais, pour que le mariage ait lieu, il faut obtenir une dispense papale car les fiancés sont consanguins au 4e degré. Après un ballet diplomatique à Avignon, où Français et Anglais argumentent sur le sujet, Urbain V refuse d'accorder cette dispense. La bataille diplomatique continue jusqu'en 1367, date à laquelle Charles V obtient une dispense pour marier Marguerite de Male avec son frère Philippe le Hardi. Il reste toutefois à obtenir l'accord de Louis de Male pour ce mariage.[réf. souhaitée]
Cela se fait, non sans mal, grâce à l'intervention énergique de Marguerite de France, mère du comte de Flandres et fille de Philippe V de France  , et à la cession de plusieurs villes (Lille, Douai et Orchies) par le roi de France.[réf. souhaitée]
Mis en confiance par ses succès sur les deux rois de France précédents, Philippe VI de France et Jean le Bon, Édouard III, qui ne connaît de Charles que les rumeurs sur sa santé fragile et sa faiblesse physique, méprise ouvertement le souverain infirme :
- « Ce n'est qu'un avocat ! »
La suite des opérations lui démontre son erreur d'avoir à ce point sous-estimé le nouveau roi de France.

#### Les appels gascons
Édouard de Woodstock (le Prince Noir) qui revient vainqueur mais ruiné de Castille, ne peut solder ses troupes. Il doit donc lever des impôts sur son duché d'Aquitaine, qu'il érige en principauté. Non seulement il ne peut pas payer les seigneurs gascons qui ont participé à la campagne, mais les troupes démobilisées pillent le Rouergue, possession du comte d'Armagnac. Celui-ci, plutôt que de se voir rétribuer pour avoir combattu aux côtés du Prince Noir en Castille, doit faire prélever les fouages sur ses propres possessions.[réf. souhaitée]

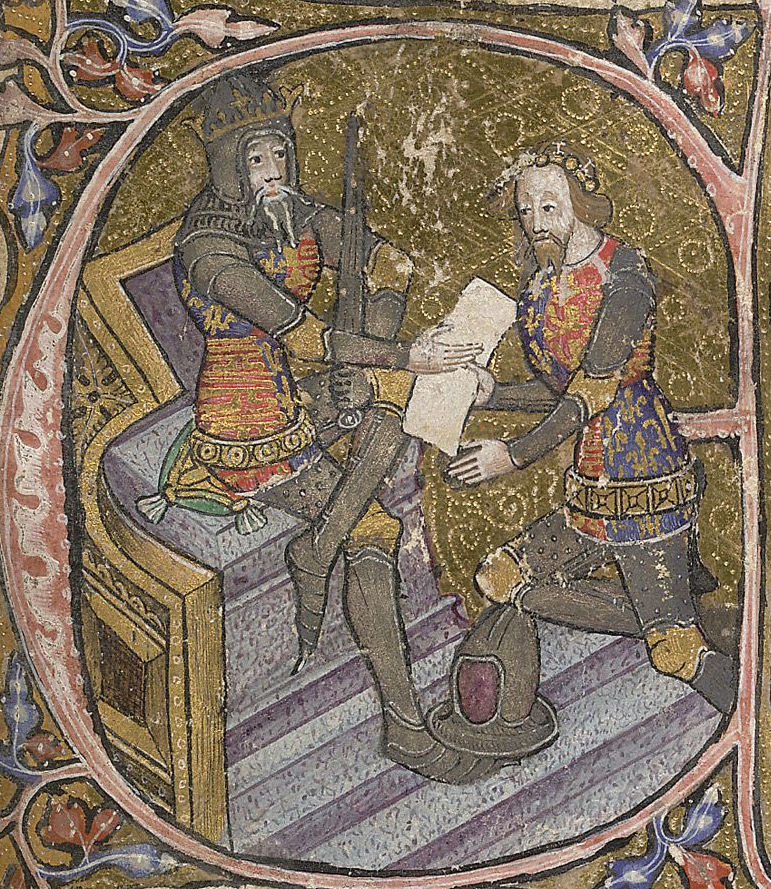
Édouard III accorde la Guyenne à son fils Édouard de Woodstock, dit le Prince noir, 1362 (British Library, Londres, ms. latin Cotton Nero D. 31, fin du XIVe siècle).

Pour l'éviter, il fait appel à Édouard III qui répond négativement. Il se tourne alors (en mai 1368) vers Charles V : d'après le traité de Brétigny, le transfert de souveraineté ne doit se faire qu'une fois les territoires cédés et la rançon versée, ce qui est loin d'être le cas. Dès lors, en acceptant de répondre à son appel, le 3 décembre 1368, Charles V fait acte de souveraineté sur la Guyenne. Le roi laisse la Cour de Justice de Paris mener la lente procédure qui doit condamner le Prince Noir et profite du délai pour essayer d'obtenir qu'un maximum de seigneurs gascons se joignent au comte d'Armagnac.
Les Anglais essayent à tout prix de bloquer l'appel et de sauver la paix pour ne pas perdre tout l'acquis de Brétigny. Le temps gagné est occupé à faire tourner français les seigneurs gascons. Cela commence par les proches du comte d'Armagnac : dès mai 1368, le mariage de son neveu, le comte d'Albret, est doté par le roi de France, qui lui accorde en outre une rente contre l'hommage lige. Le roi exempte d'impôts pendant 10 ans ceux qui le rejoignent sous prétexte qu'ils auront besoin d'argent pour lutter contre le prince de Galles.
Les villes, les évêques et les seigneurs périgourdins que Charles V sait séduire par sa diplomatie (alors qu'Édouard de Galles est jugé hautain), rallient le camp français. Légalement, rien ne s'oppose à la reprise du conflit. Le roi d'Angleterre se proclame de nouveau Roi de France le 3 juin 1368, Charles V prononce la confiscation de l'Aquitaine le 30 novembre de la même année. La guerre reprend mais Charles V, en excellent juriste, a su mettre le droit de son côté ; d'autant plus que l'habile diplomate a rallié une grande partie des Gascons dans son camp.

#### Opérations militaires
Charles V tourne le conflit à son avantage. Ayant en mémoire la débâcle de Poitiers où la chevalerie a chargé de manière désordonnée sans attendre les ordres de son père Jean le Bon, transformant une victoire facile en désastre, et considérant qu'il n'a pas de talent militaire, il décide de confier le commandement de petites armées formées de volontaires aguerris à des chefs expérimentés et fidèles (comme Bertrand du Guesclin). Il renonce aux batailles rangées et les lance dans une guerre d'escarmouches et de sièges, grignotant patiemment le territoire ennemi. Les Grandes Compagnies, qui, revenues d'Espagne en 1367, pillent le Languedoc, sont incorporées dès 1369 à l'armée française, ce qui soulage les territoires qui choisissent de tourner français et met sous pression ceux qui restent fidèles au prince de Galles.

La reconquête par Charles V des territoires concédés au traité de Brétigny.
Domaine royal.
Apanages des frères du roi.
Comté de Foix-Béarn autonome.
Bretagne alliée aux Anglais.
Possessions de Charles de Navarre allié des Anglais.
- Chevauchée de Lancastre en 1369.
- Chevauchée de Robert Knowles en 1370.
- Chevauchée de Lancastre en 1373.

L'endettement du Prince Noir pose un réel problème. Du fait des appels gascons, l'impôt rentre mal. Il n'a pas les moyens de monter une armée pour s'opposer aux Français. Édouard III lui envoie donc 130 000 livres tournois. Mais le parlement rechigne à payer pour la Guyenne, qui semble coûter plus qu'elle ne rapporte. Il ne finit par y consentir qu'après acceptation qu'il ne soit plus obligatoire de faire transiter la laine par Calais (la taxe sur la laine est le principal revenu de la couronne à l'époque).
Les revenus fiscaux sont diminués de 25 % en 1369, du fait de la grande peste en Angleterre. Les Anglais ne sont pas en mesure de concurrencer les impôts - pouvant atteindre jusqu'à 1 600 000 francs par an - que Charles V fait accepter en France pour entretenir des armées permanentes équipées pour une guerre de siège dont les belligérants ne se transformeront pas en Grandes Compagnies à la première trêve. Les Anglais vont être soumis à une pression permanente sur tous les fronts pendant des années.
Les Anglais s'efforcent de contrer le renversement de situation réalisé par Charles V. Une grande partie des territoires qu'ils pensaient contrôler s'est rebellée et ils ont perdu les recettes fiscales que leurs possessions de Guyenne auraient pu leur fournir. Édouard plaide devant le Parlement pour obtenir les ressources pour contre-attaquer, mais ne peut obtenir le financement de garnisons pour toutes les villes d'Aquitaine, qu'il n'est plus d'ailleurs certain de tenir.[réf. souhaitée]
Au total, le roi d'Angleterre est loin d'avoir les moyens financiers de Charles V : le parlement ne lui donne que les moyens d'une guerre autofinancée par le pillage, d'autant que la chevauchée du duc de Lancastre vers Harfleur en 1369 est un relatif succès. L'idée est toujours d'écraser les Français en bataille rangée comme à Crécy, Poitiers ou Nájera grâce à la supériorité tactique apportée par l'arc long anglais.[réf. souhaitée]
En effet, début août 1369, Jean de Gand débarque à Calais et lance une chevauchée jusqu'à Harfleur, où Philippe le Hardi est en train de préparer un débarquement franco-flamand en Angleterre. On lui oppose la stratégie de la terre déserte et la chevauchée ne peut s'emparer de la ville. L'armée anglaise est harcelée par les troupes du duc de Bourgogne et, craignant d'être piégée, regagne Calais. Les raids anglais, s'ils sont dévastateurs pour les campagnes, ne permettent pas de regagner le terrain perdu.
Grâce à sa gestion des appels gascons, Charles V a su se rallier une grande partie de l'Aquitaine. Le comte d'Armagnac tenant la majeure partie des forteresses sur ses terres, il ne reste à rallier que quelques villes craignant des représailles des sénéchaux anglais, mais toutes finissent par accepter les conditions de plus en plus avantageuses offertes par les envoyés du roi (Jean de Berry, Louis d'Anjou et la noblesse gasconne déjà ralliée qui bat le pays). En quelques mois, plus de soixante villes rallient les Français. Millau cède en dernier en décembre, après avoir obtenu du roi de France une exemption fiscale de vingt ans.
Quelques garnisons anglaises subsistent, mais leur isolement ne leur permet pas de tenir le terrain, Louis d'Anjou progresse en Guyenne pendant que Jean de Berry contient les Anglais en Poitou à la Roche-sur-Yon.
Pendant ce temps, au Nord, le Ponthieu est repris en une semaine : le 29 avril, Abbeville ouvre ses portes à Hue de Châtillon (maître des arbalétriers), et les jours suivants les localités voisines reviennent sous l'autorité du roi de France, qui confirme leurs privilèges.
En 1370, les Anglais tentent de se ressaisir et font un exemple de Limoges qui a osé tourner française et que le duc de Berry a laissée peu défendue. Le prince de Galles fait payer très cher leur ralliement aux Limougeaux : le 19 septembre, après cinq jours de siège pendant lesquels les murailles sont sapées et minées, il reprend la ville, épaulé par les ducs de Lancastre et de Cambridge, et fait massacrer la population puis incendier la cité. L'objectif est de faire un exemple dissuasif pour arrêter l'hémorragie de villes tournant françaises, mais c'est l'effet inverse qui se produit : cette conduite encourage l'anglophobie et renforce le sentiment national naissant.
Au nord, Édouard III tente de lancer des chevauchées dont le but est de distraire les armées françaises de leur conquête méthodique de la Guyenne. Mais ce qui a fonctionné en 1346 est sans effet en 1370 : Robert Knowles, à la tête d'une chevauchée de 2 500 archers et 1 600 hommes d'armes, part de Calais fin juillet 1370 et pille les campagnes contournant Amiens, Noyon, Reims et Troyes. Le calcul du roi de France est que les chevauchées ne permettent pas de tenir le terrain et attisent l'anglophobie dans les territoires pillés. Charles V continue de miser sur une guerre de siège et de propagande, qui lui permet de reprendre du terrain, ville après ville, le plus souvent sans combat.
Il renforce le prestige de la couronne de France par ces victoires, malgré les souffrances engendrées par la tactique de la terre déserte (il laisse les chevauchées anglaises piller les campagnes dont la population s'est réfugiée dans les forteresses qui ont été reconstruites dans tout le royaume) et par le retour de la peste. Ainsi la chevauchée de Knowles est refoulée de Bourgogne. Elle passe deux jours devant les portes de Paris, pillant les faubourgs sous les yeux des Parisiens à l'abri derrière les murs de la capitale. Pour faire bonne figure, le roi lâche Bertrand du Guesclin à ses trousses. Celui-ci se livre à une habile guerre de harcèlement et finit par le surprendre à Pontvallain, alors qu'il s'apprête à franchir le Loir. La zizanie ayant gagné les capitaines anglais, la chevauchée se désagrège arrivée en Bretagne.

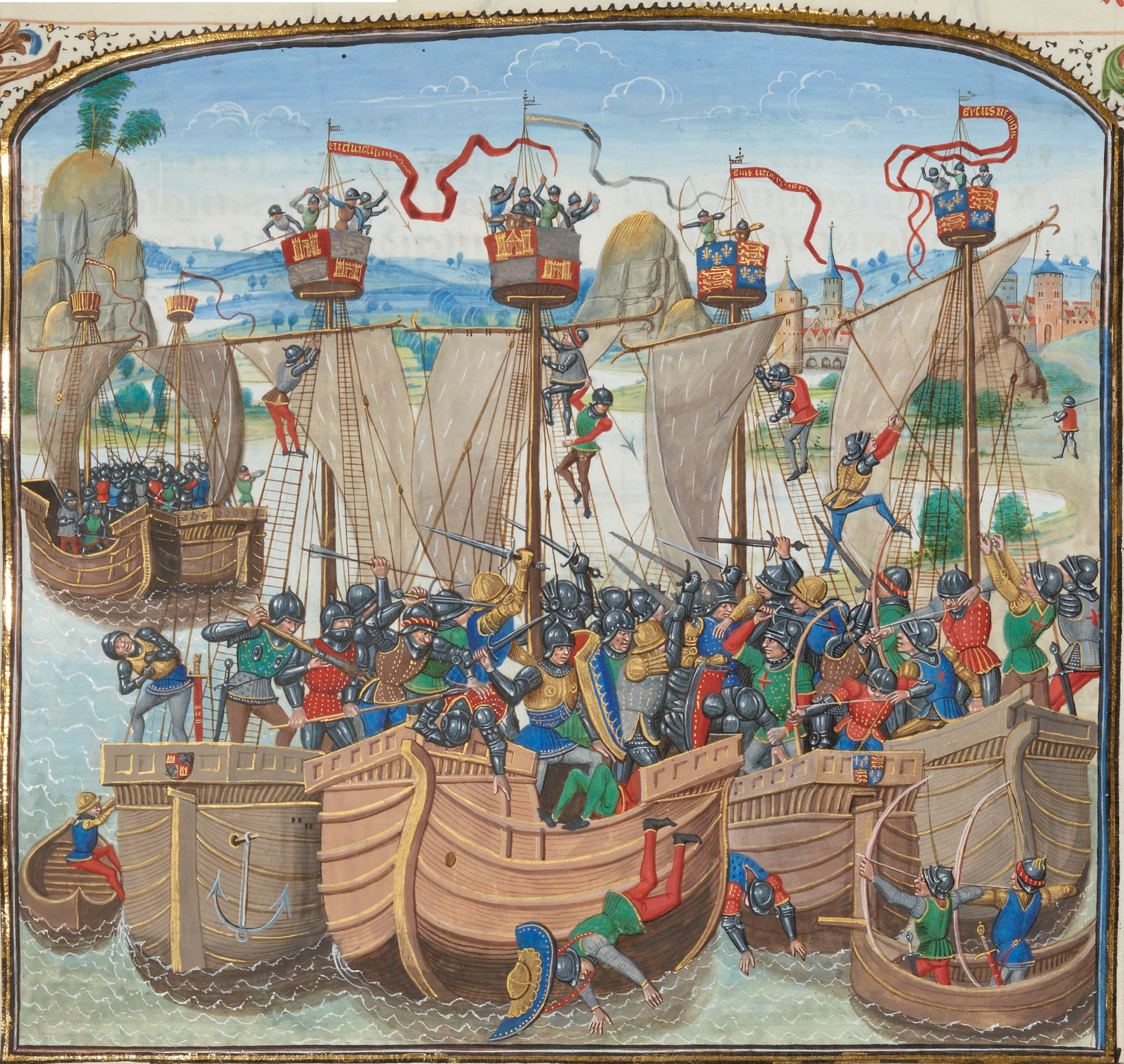
La flotte anglaise est détruite le 22 juin 1372 à la bataille de La Rochelle privant la Guyenne de soutien logistique. Chroniques de Jean Froissart, Paris, Bibliothèque nationale de France.

La pression continue et les mauvaises nouvelles affluent à Londres. En 1371, le peu fiable allié Charles le Mauvais, voyant que la situation tourne largement en faveur du roi de France, fait la paix et fait hommage à Charles V pour ses possessions normandes. En 1372, la flotte castillane intercepte un corps expéditionnaire anglais à La Rochelle le 22 juin 1372 et l'anéantit le 23, usant de canons et de brûlots dérivants (les Castillans ont attendu la marée basse pour que leurs navires à faibles tirant d'eau aient un avantage sur les lourds bâtiments anglais gênés à la manœuvre par les hauts fonds sablonneux rochelais). C'est un désastre pour l'Angleterre, qui perd la maîtrise des mers.
Les barons poitevins qui ont massivement choisi le parti anglais (le Poitou exporte du sel vers l'Angleterre) ne peuvent plus compter sur son soutien. Isolés et mis sous pression par l'offensive de l'armée royale lancée aussitôt après la bataille de La Rochelle, ils négocient leur reddition et les villes de Poitou et de Saintonge sont reprises par les Français.
En 1373, Édouard III tente de diminuer la pression sur la Guyenne en réveillant le contentieux franco-breton. Le duc Jean IV a été éduqué à la cour d'Angleterre et est le gendre d'Édouard, mais la noblesse bretonne tend à la neutralité après le long conflit qui a déchiré le duché. En mars 1373, c'est une véritable armée qui débarque à Saint-Malo : 2 000 hommes d'armes et 2 000 archers sous les ordres du comte de Salisbury.
Pour une telle opération, l'accord du duc est indispensable. C'est un casus belli, et Charles V donne l'ordre d'attaquer. Son armée entre en Bretagne avec l'appui d'une bonne partie de la noblesse qui s'enrôle massivement sous la bannière de Bertrand du Guesclin. En deux mois, la quasi-totalité du duché est occupée : à la Saint-Jean, les Anglais ne tiennent plus que Brest, Auray, Bécherel et la forteresse de Derval. Jean IV quitte la Bretagne pour l'Angleterre dès le 28 avril.

#### Chevauchée du duc de Lancastre
N'ayant pas les moyens logistiques et financiers de soutenir la guerre de siège que lui impose Charles V et qui semble conduire à la reconquête progressive de toute l'Aquitaine, Édouard III tente d'affaiblir l'effort français en Guyenne par l'ouverture de nouveaux fronts.
Édouard III tente une chevauchée censée ruiner la France dans ses forces vives. Le 12 juin 1373, il institue son fils, le duc de Lancastre Jean de Gand, lieutenant spécial et capitaine général dans le royaume de France. Accompagné de Jean IV de Bretagne, il conduit à travers la France une chevauchée des plus dévastatrices.

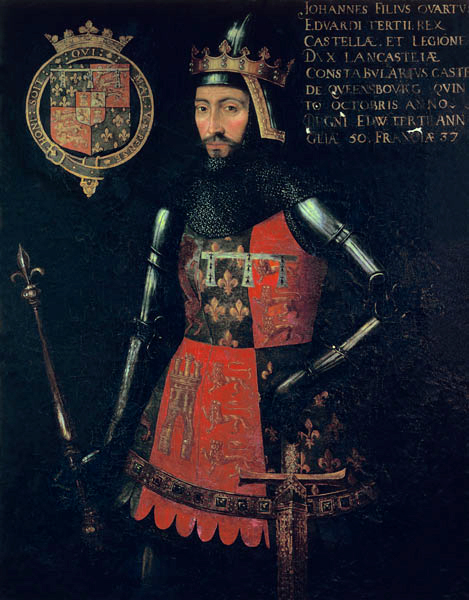
Jean de Gand, duc de Lancastre.
Vue d'artiste, collection particulière, fin du XVIe siècle.

Mais celle-ci reste sous contrôle : Philippe le Hardi tient les ponts et les châteaux sur son aile droite, du Guesclin la suit et empêche tout repli vers Calais. Elle traverse la Picardie et le Vermandois mais, ne pouvant aller vers l'ouest, elle se dirige vers Reims, puis Troyes où elle trouve portes closes. Battu par Clisson à Sens, le duc de Lancastre ne peut rejoindre la Bretagne, il tente donc de rallier la Guyenne en traversant le Limousin. Ses hommes sont affamés, les chevaux épuisés (ou mangés), la fin de l'expédition se fait à pied et perd la moitié de ses effectifs (les défections sont nombreuses). Trop lourdes, les armures ont été jetées.
Elle est sauvée d'un désastre plus complet par les villes de Tulle, Martel et Brive qui ouvrent leurs portes sans coup férir. Mais le moral n'y est plus, la zizanie gagne les chefs : Montfort lâche la chevauchée. L'arrivée piteuse des faibles troupes de Jean de Lancastre à Bordeaux brise le moral des fidèles au roi d'Angleterre : les Français avancent nettement, reprenant Tulle, Martel et Brive, mais surtout en entrant dans La Réole qui verrouille le bordelais et dont les bourgeois savent ne plus pouvoir compter sur aucun secours.
Au total, entre 1369 et 1375, les Français reprennent aux Anglais la quasi-totalité des concessions faites et des terres possédées par l'ennemi avant même le début de la guerre, exceptions faites de Calais, Cherbourg, Brest, Bordeaux, Bayonne, et de quelques forteresses dans le Massif central. Mais parvenu à ce point Charles V sait ne pouvoir reprendre plus de terrain, les Bordelais étant trop anglophiles du fait des liens commerciaux (ils exportent massivement leur vin vers l'Angleterre). Toute sa stratégie étant basée sur la reconquête des cœurs avant celle des territoires, il ne souhaite pas s'encombrer d'une ville prête à se rebeller à la première occasion.
Tout est ouvert pour finalement négocier, à Bruges, un traité mettant fin à la guerre en reconnaissant la souveraineté des Français sur les territoires reconquis.
En 1375, Jean IV débarque à Saint-Mathieu-de-Fineterre avec 6 000 hommes sous le commandement du comte de Cambridge. Succès rapide mais éphémère : à peine la trêve de Bruges est-elle signée entre Français et Anglais que les troupes anglaises quittent la Bretagne et que les places bretonnes redeviennent françaises. Jean IV doit retourner en Angleterre.
La guerre étant arrivée à un statu quo où il devient difficile de faire bouger les lignes, les deux partis sont réunis à Bruges. Mais ils n'arrivent pas à trouver un point d'accord. Sous l'influence de Grégoire XI, les belligérants signent le 1er juillet 1375 une trêve qui dure jusqu'en juin 1377. À la signature de la trêve de Bruges, les Anglais ne possèdent plus en France qu'une Guyenne étriquée et Calais ; la France récupère le duché de Bretagne à l'exception de trois villes.[réf. souhaitée]

### Fin du règne et mort
Alors que les premières années de règne d'Édouard avaient été énergiques et pleines de succès, ses dernières années au pouvoir sont marquées par une certaine apathie, des échecs militaires et des troubles politiques. Les affaires journalières de l'État avaient moins intéressé Édouard que ses campagnes militaires. Ainsi, durant les années 1360, Édouard compte de plus en plus sur l'aide de ses subordonnés, en particulier William Wykeham. Wykeham, un parvenu, est fait Lord du sceau privé en 1363 et lord chancelier en 1367, même si le Parlement le force à renoncer à la chancellerie en 1371 à cause de ses difficultés politiques liées à son inexpérience,.
Les principales difficultés d'Édouard résident dans la mort de ses hommes de confiance, la plupart durant la nouvelle vague de peste en 1361-1362. William Montagu, un compagnon d'Édouard dans le coup d'État de 1330, est mort en 1344. William de Clinton, qui était aussi auprès du roi à Nottingham, meurt en 1354. Un des comtes de 1337, Guillaume de Bohun, meurt en 1360, et l'année suivante Henri de Grosmont, peut-être le meilleur capitaine du roi, succombe, probablement de la peste. Leur mort rajeunit l'entourage du roi qui se trouve donc naturellement plus proche des princes que du souverain lui-même.[réf. souhaitée]
Le second fils du roi, Lionel d'Anvers, tente de soumettre par la force les seigneurs anglo-irlandais d'Irlande, largement indépendants. La tentative échoue et la seule marque qu'elle laisse réside dans les répressifs statuts de Kilkenny de 1366.
Les déboires militaires à l'étranger et la pression fiscale associée aux campagnes mènent à un mécontentement politique à l'intérieur. Les problèmes arrivent à leur apogée au parlement de 1376, surnommé le Bon Parlement. Le parlement a été rassemblé pour définir l'imposition mais la Chambre des communes saisit cette occasion pour présenter des revendications spécifiques. Les critiques sont en particulier dirigées à l'encontre des plus proches conseillers du roi. Le Lord Chambellan, William Latimer, et le Lord Intendant, John Neville, 3e baron Neville de Raby, sont démis de leurs fonctions. La maîtresse du roi, Alice Perrers, qui est perçue comme trop influente sur le roi vieillissant, est bannie de la cour,.
Cependant, le réel adversaire de la Chambre des Communes, soutenu par des hommes puissants tels que Wykeham et Edmond de Mortimer, est Jean de Gand. En ce temps-là, le roi et le Prince Noir sont tous deux affaiblis par la maladie, laissant à Jean de Gand les rênes du gouvernement. Celui-ci est forcé d'accepter les demandes du Parlement mais, à sa nouvelle convocation en 1377, la plupart des réalisations du Bon Parlement sont annulées.
Cependant, Édouard lui-même n'est pas particulièrement intéressé par cette question. Après 1375, il joue un rôle limité dans le gouvernement. Autour du 29 septembre 1376, il tombe malade, souffrant d'un abcès important. Après une brève période de convalescence en février, le roi meurt d'une congestion cérébrale (certaines sources parlent toutefois d'une gonorrhée) à Shene le 21 juin.
Son petit-fils de 10 ans lui succède : c'est le roi Richard II d'Angleterre, fils du Prince Noir, ce dernier étant lui-même décédé le 8 juin 1376. En 1376, Édouard avait signé des lettres patentes sur l'ordre de succession au trône, qui citaient en deuxième position Jean de Gand, né en 1340, mais ignoraient Philippa de Clarence, fille de Lionel d'Anvers, né en 1338. L'exclusion de Philippa divergeait d'une décision d'Édouard Ier en 1290, qui reconnaissait le droit des femmes à hériter de la couronne et à la passer à leurs descendants. Ce droit des femmes avait généralement été respecté auparavant, et deviendra la norme à partir de la fin de la guerre des Deux-Roses (1485). L'ordre de succession déterminé en 1376 plaça sur le trône en 1399 la Maison de Lancastre (Jean de Gand était duc de Lancastre), alors que la règle décidée par Édouard Ier aurait été favorable aux descendants de Philippa, dont la Maison d'York, à partir de Richard Plantagenêt, son arrière-petit-fils.
Édouard est inhumé en la chapelle de Saint-Édouard dans l'abbaye de Westminster à Londres.

## Bilan du règne

### Législation
Le milieu du règne d'Édouard est une période d'activité législative significative. La mesure la mieux connue est peut-être le Statut des travailleurs de 1351, qui cherche à résoudre le problème de pénurie de travailleurs lié à la peste noire. Le statut fixe les salaires à leur niveau d'avant la peste et contrôle la mobilité des paysans en déclarant que les seigneurs ont la priorité pour s'assurer des services de leurs hommes. En dépit d'efforts concertés pour conserver le statut, il n'aboutit finalement pas à cause de la compétition entre les propriétaires fonciers pour les travailleurs.
La loi était décrite comme une tentative de « légiférer à l'encontre de la loi de l'offre et la demande », ce qui la vouait à l'échec. Néanmoins, la pénurie de main d'œuvre a créé une communauté d'intérêt regroupant petits propriétaires fonciers de la Chambre des Communes et grands propriétaires de la Chambre des lords. Les diverses tentatives portant préjudice à la main-d'œuvre qui en résultent rendent les paysans furieux, ce qui engendre la révolte des paysans de 1381.
Un autre problème lié aux dégâts de la peste noire est le besoin en recrues aptes au service des armes, avivé par la nécessité de reconstituer des effectifs décimés. Le roi s'oppose avec une particulière netteté aux activités physiques traditionnelles qui détournent ses sujets des exercices guerriers, et notamment du tir à l'arc. Un décret de 1363 interdit ainsi, sous peine d'emprisonnement, les jeux de lancer ; « le handball, le football ou le hockey ; la course et les combats de coq, ou tout autre jeu inutile ».
Le règne d'Édouard III coïncide avec la « captivité babylonienne » de la papauté à Avignon. Pendant les guerres avec la France, une opposition émerge vis-à-vis des injustices perçues par la société anglaise que l'on associe à une papauté largement contrôlée par la couronne française. Les lourdes taxes du Pape payées par l'Église anglaise sont suspectées de financer les ennemis de la nation, tandis que la pratique des provisions – le Pape allouait de l'argent à des ecclésiastiques, souvent étrangers non-résidents – cause un ressentiment dans une population anglaise de plus en plus xénophobe.[réf. souhaitée]
Les statutes of provisors et statutes of praemunire, respectivement de 1350 et 1353, visent à modifier cela en interdisant les profits du Pape, mais aussi en limitant les pouvoirs de la cour papale sur les sujets anglais. Cependant, les statuts ne coupent pas les liens entre le roi et le Pape, qui sont dépendants l'un de l'autre. Le roi nomme les évêques, le Pape n'intervenant que pour entériner les nominations. Ce n'est pas avant le grand schisme de 1378 que la couronne anglaise est capable de se libérer complètement de l'influence d'Avignon.
Une autre législation importante incluait le Treason Act de 1351, concernant l'acte de trahison. C'est précisément l'harmonie du règne qui a permis un consensus sur la définition de ce crime controversé. Cependant la réforme législative la plus significative est certainement celle concernant la Justice de paix. Cette institution a commencé son activité avant le règne d'Édouard III mais, en 1350, elle se voit offrir non seulement le pouvoir d'investigation lors de crimes et celui de procéder à des arrestations, mais aussi celui de juger des affaires, incluant les cas de félonie. Avec cela, un support persistant dans l'administration de la justice locale anglaise est créé.

### Parlement et taxation
Le Parlement (Lords et Communes. -Communes élues au vote censitaire avec un seuil très élevé. Jusqu'au XVIe siècle seuls votent 10 % de la population. Le suffrage universel n'interviendra qu'en 1918), - le Parlement en tant qu'institution "représentative" est déjà bien établi au temps d'Édouard III, mais son règne est néanmoins central dans son développement. Pendant cette période, l'appartenance à la baronnie anglaise, originellement un groupe quelque peu indistinct, devient réduite à ceux recevant une convocation officielle au parlement.
Cela arrive lorsque le parlement se développe progressivement comme une institution bicamérale. Cependant, ce n'est pas à la Chambre des lords que les plus grands changements ont lieu mais à la Chambre des Communes. L'élargissement de son pouvoir politique peut être souligné par la crise du Bon Parlement, où les membres de la Chambre des Communes – quoique aidés par les nobles – sont pour la première fois responsables du déclenchement d'une crise politique. Dans ce processus, la procédure de l'impeachment et le bureau du président de la Chambre des communes sont créés. Bien que les gains politiques soient seulement temporaires, ce parlement représente une douche froide dans l'histoire politique de l'Angleterre.[réf. souhaitée]
L'influence politique de la Chambre des Communes tient à l'origine dans son droit de consentir l'impôt. Les demandes financières liées à la guerre de Cent Ans sont énormes, et le roi et ses ministres essaient différentes méthodes pour couvrir les dépenses. Le roi a un revenu régulier lié aux terres de la couronne, et peut aussi se faire prêter des sommes substantielles par des financiers italiens ou locaux. Toutefois, pour financer des guerres de l'envergure de celles d'Édouard III, le roi doit avoir recours à la taxe. La taxation prend deux formes primaires dans l'Angleterre médiévale : la levée et les douanes. La levée est proportionnelle à la globalité des biens mobiliers, normalement un dixième pour les villes et un quinzième pour les terres agricoles.[réf. souhaitée]
Cela peut représenter de fortes sommes d'argent, mais chaque levée doit être approuvée par le parlement, et le roi doit prouver sa nécessité. C'est pourquoi les douanes apportent un supplément bienvenu, en tant que source de revenu stable et fiable. Une taxe sur l'exportation de la laine existait depuis 1275. Édouard Ier avait essayé d'ajouter une taxe supplémentaire sur la laine, mais l'idée de cette « injuste extorsion » fut très tôt abandonnée. Ensuite, une série de plans visant à augmenter les revenus royaux à partir de l'exportation de laine sont introduits. Après problèmes et mécontentements initiaux, on accepte à travers les statutes of the Staple de 1353 que les nouvelles douanes doivent être approuvées par le parlement, bien qu'en réalité elles deviennent permanentes.
Au travers de la lourde taxation du règne d'Édouard III, le parlement – et en particulier la Chambre des Communes – gagne de l'influence politique. Un consensus apparaît, indiquant que pour qu'une taxe soit considérée comme juste, le roi devait prouver sa nécessité et qu'elle devait être allouée à la communauté du royaume et au bénéfice de celle-ci. De cette façon, le système est bénéfique pour tout le monde. En plus de gérer la taxation, le parlement possède un droit de pétition pour faire contrepoids avec les doléances du roi, le plus souvent concernant un mauvais gouvernement par des hommes du roi. À travers ce processus, les membres de la Chambre des Communes et la communauté qu'ils représentent, gagnent progressivement en conscience politique et les fondations de la monarchie constitutionnelle anglaise sont établies.

### Économie

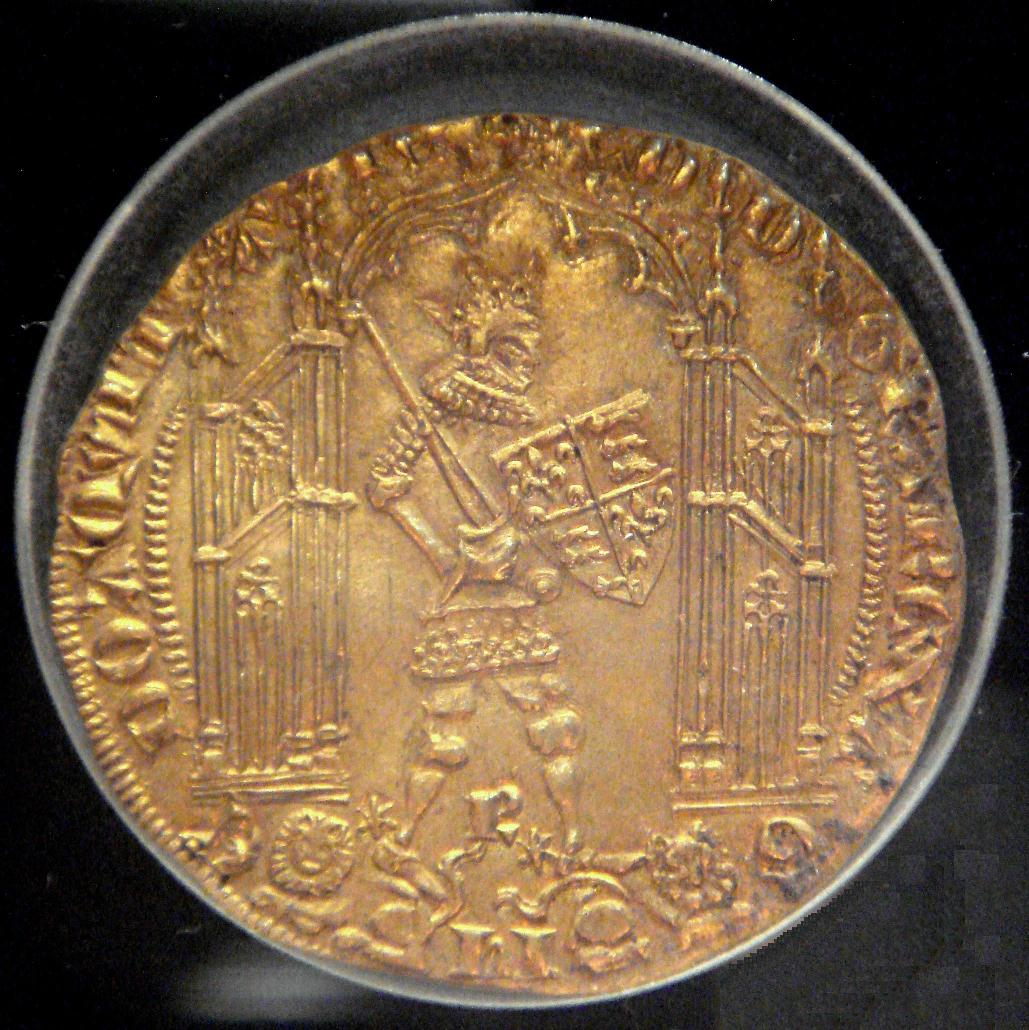
Guyennois d'Édouard III.

L'arrêt répété du trafic transmanche influence fortement l'industrie textile flamande qui, au début du conflit, importe de la laine anglaise. Pour combler ce manque, Édouard III essaie de rendre son royaume moins dépendant économiquement des Flandres en aidant à la création d'une industrie textile transformant directement la laine en vêtements. Il prend des mesures incitatives et taxe les vêtements beaucoup moins que la laine.
Dès 1337, il accorde de larges privilèges à tout ouvrier étranger s'établissant dans les villes anglaises tout en interdisant l'exportation de laine vers les Flandres et l'importation de draps. Enfin, l'insécurité des routes est néfaste pour l'économie des Flandres et de la France : les Flamands désertent les foires de Champagne qui périclitent. Le commerce du textile se fait par voie maritime en contournant la péninsule ibérique, ceci au bénéfice des marchands italiens. Cela contribue à ce que l'Angleterre devienne une puissance textile au détriment des Flandres.
Face à cette situation, de nombreux tisserands flamands itinérants viennent tenter leur chance en Angleterre, d'autant qu'avec la grande peste, les Flandres subissent une crise démographique qui entraîne une forte émigration. Au total, Édouard III a initié la mutation de l'économie anglaise d'une économie agricole à une économie industrielle.

### Chevalerie et identité nationale

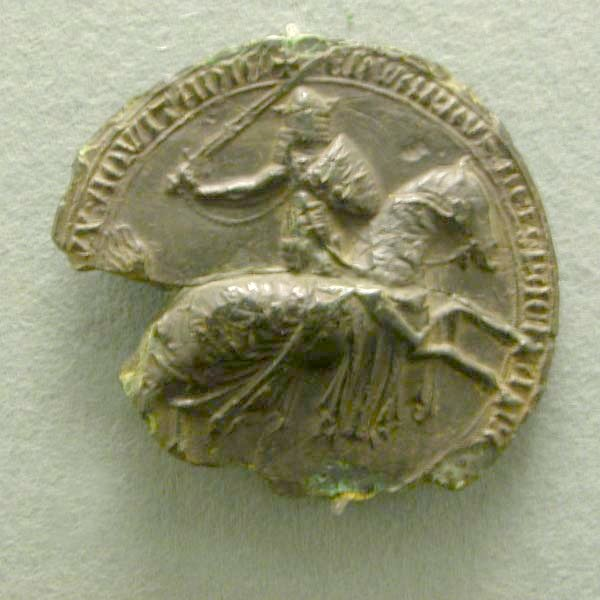
Sceau d'Édouard III, employé de 1327 à 1340, Oxford, Ashmolean Museum.

Au centre de la politique d'Édouard III était la confiance dans la haute noblesse pour ce qui est de la guerre et de l'administration. Tandis que son père était régulièrement en conflit avec ses pairs, Édouard III développa un esprit de camaraderie entre lui et ses plus grands seigneurs. Édouard Ier et Édouard II avaient tous deux conduit une politique de limitation, ne permettant la création que de quelques nobles durant les 60 ans précédant le règne d'Édouard III.
Le jeune roi inverse cette politique quand, en 1337, se préparant pour la guerre imminente, il nomme 6 nouveaux comtes le même jour. Dans le même temps, Édouard élargit la gamme des degrés de noblesse vers le haut en introduisant le titre de duc pour des parents proches du roi.
En outre, Édouard encourage le sens de communauté au sein de ce groupe en créant l'Ordre de la Jarretière, probablement en 1348. Le projet qu'il eut en 1344 de rétablir la Table ronde du roi Arthur n'aboutit jamais, mais le nouvel ordre évoque cette légende par la forme circulaire de la jarretière. Polydore Virgile raconte comment la jeune Jeanne de Kent, comtesse de Salisbury – la cousine et favorite du roi en ce temps – fit accidentellement tomber sa jarretière à un bal à Calais. Le roi Édouard répondit à la foule en attachant la jarretière à son propre genou en prononçant ces mots : « honi soit qui mal y pense ».
Le renforcement de l'aristocratie peut être perçu comme lié à la guerre en France, tout comme l'émergence du sens de l'identité nationale. De même qu'il en a été avec la guerre en Écosse, la peur d'une invasion française aide à renforcer l'unité nationale et provoque une nationalisation de l'aristocratie qui était largement anglo-française depuis la conquête normande. Depuis le temps d'Édouard Ier, un mythe populaire suggère que l'usage du français allait conduire à l'extinction la langue anglaise, et comme son grand-père l'a fait avant lui, Édouard tire au mieux profit de cette peur.
Il en résulte une forte recrudescence de la langue anglaise ; en 1362, le Statute of Pleading rend l'usage de la langue anglaise obligatoire dans les cours de justice et, l'année suivante, le parlement est pour la première fois ouvert en anglais. Dans un même temps, la langue vernaculaire se voit revivre en tant que langue littéraire, à travers les travaux de William Langland, John Gower et particulièrement dans Les Contes de Canterbury de Geoffrey Chaucer.
Cependant, l'ampleur de cette anglicisation ne doit pas être exagérée. Le statut de 1362 était en fait écrit en français et n'a eu qu'un effet immédiat limité, et le parlement n'a pas été ouvert en anglais avant 1377. L'Ordre de la Jarretière, bien qu'institution spécifique à l'Angleterre, incluait aussi des étrangers tels que Jean IV, duc de Bretagne et sir Robert de Namur,. Édouard III – lui-même bilingue – se voyait comme le roi légitime de l'Angleterre et de la France et ne pouvait donc pas montrer de traitement préférentiel pour une de ces langues.

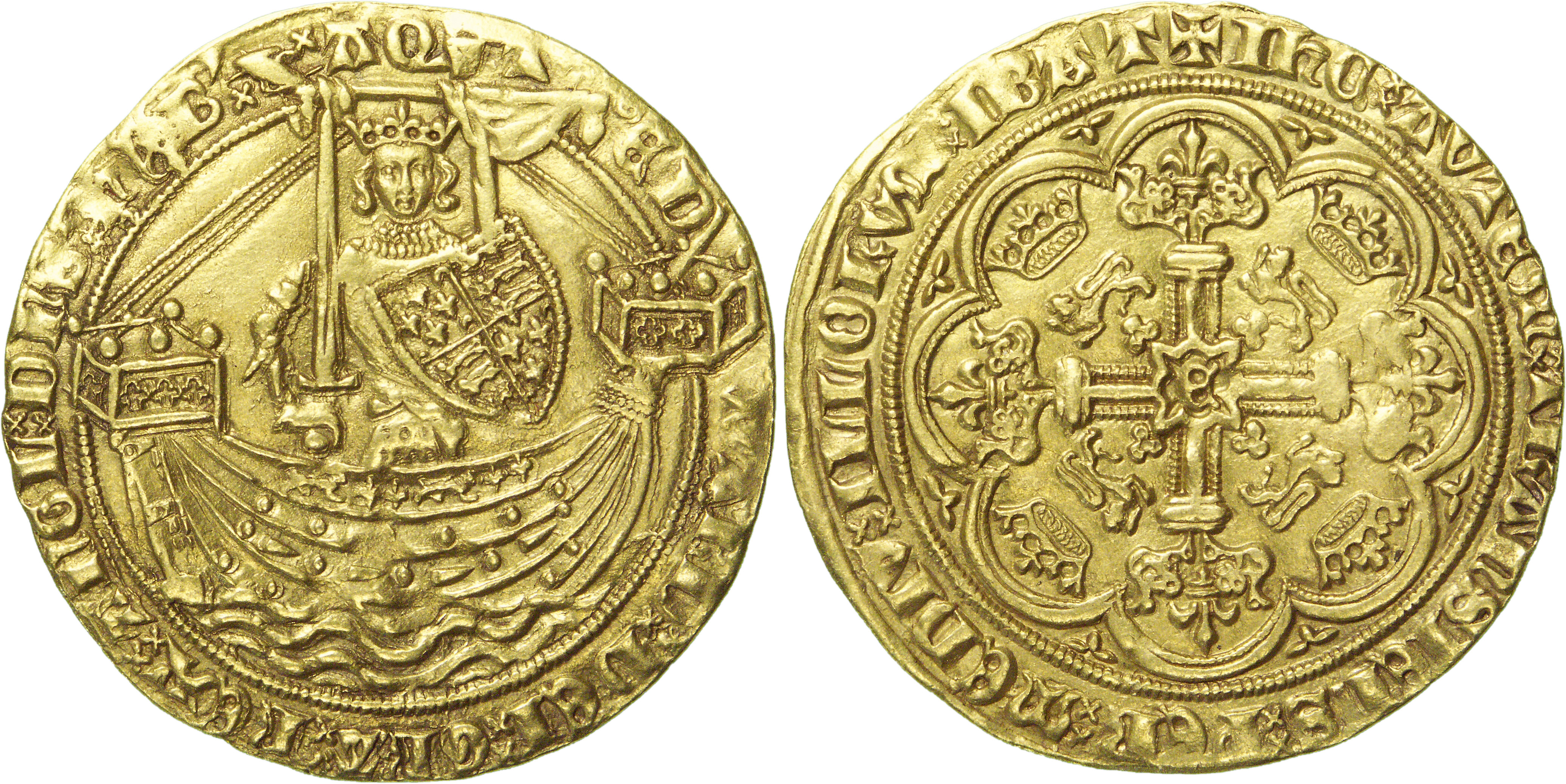
Noble d'or sous Édouard III frappé à Londres.

## Appréciation et caractère
Édouard III connut de son vivant une popularité sans précédent, et même les troubles de la fin de son règne n'ont pas été reprochés au roi lui-même. Jean Froissart, un contemporain d'Édouard, écrit dans ses Chroniques que « Telle chose n'avait pas été vue depuis le temps du roi Arthur ».

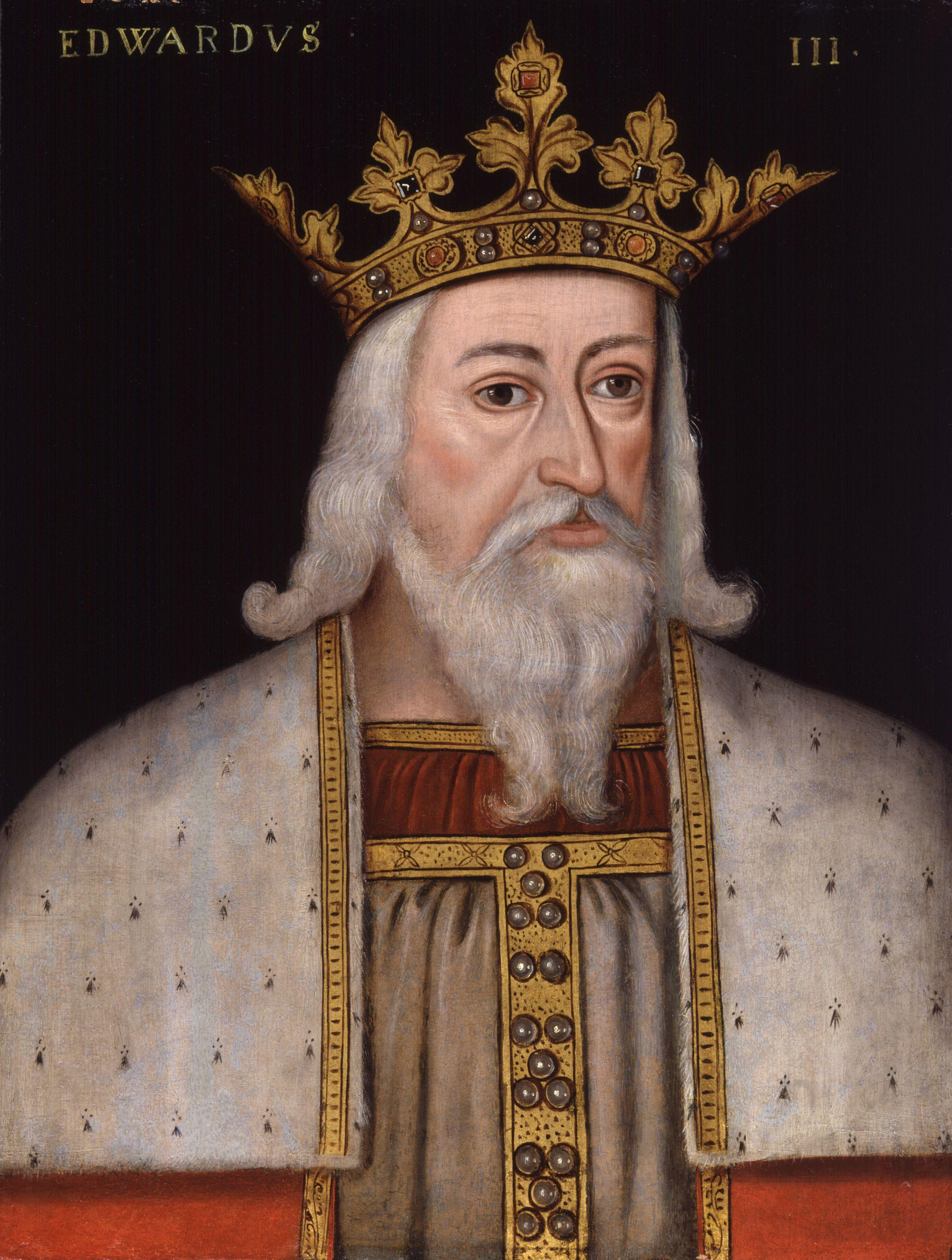
Vue d'artiste d'Édouard III, Londres, National Portrait Gallery, fin du XVIe siècle.

Cette vision persista un moment mais, avec le temps, l'image du roi changea. Les historiens whigs plus contemporains préfèrent les réformes constitutionnelles aux conquêtes étrangères et critiquent Édouard pour avoir ignoré ses responsabilités envers sa propre nation. Voici les mots de l'évêque William Stubbs :
— Traduction libre de : William Stubbs, The Constitutional History of England
Influent comme l'était Stubbs, il fallut longtemps avant que cette vision soit contestée. Dans un article de 1960 titré Édouard III et les historiens, May McKisack souligne la nature téléologique du jugement de Stubbs. Un roi médiéval n'était pas censé travailler pour l'idéal futur de monarchie parlementaire ; son rôle était plus pragmatique – maintenir l'ordre et résoudre les problèmes lorsqu'ils apparaissaient. En cela, Édouard III excellait.
Le roi fut également accusé d'avoir été trop généreux avec ses fils cadets et engendré ainsi un conflit dynastique qui culmina lors de la guerre des Deux-Roses. Mais cela fut rejeté par K.B. McFarlane, considérant qu'en plus d'être une politique commune à cette époque, il s'agissait de la meilleure. Des biographies plus récentes du roi telles que celles de Mark Ormrod et Ian Mortimer ont suivi cette tendance historiographique. Cependant, la vision préalable n'a pas été totalement négligée et, en 2001, Norman Cantor décrivait Édouard III comme un « voyou avare et sadique » et une « force destructrice et sans pitié ».
De ce que nous savons du caractère d'Édouard, il pouvait être impulsif et lunatique, comme on peut le voir dans ses actions contre Stratford et les ministres en 1340-1341. Dans le même temps, il était reconnu pour sa clémence ; le petit-fils de Mortimer ne fut pas seulement innocenté mais il vint à jouer un rôle important dans les guerres contre la France et fut finalement fait chevalier de l'Ordre de la Jarretière. Dans sa vision de la religion comme dans ses intérêts, il était un homme conventionnel. Son principal loisir était l'art de la guerre et, en cela, il était conforme à la vision médiévale du bon roi,.
En tant que guerrier, il fut si brillant qu'un historien de l'histoire militaire moderne l'a décrit comme « le plus grand général de l'histoire anglaise ». Il semble avoir été dévoué à sa femme, la reine Philippa. Beaucoup de choses ont été dites sur le libertinage sexuel d'Édouard, mais il n'y a aucune preuve d'infidélité de la part du roi avant qu'Alice Perrers ne devienne son amante, et, à ce moment, la reine était déjà condamnée par la maladie. Il est d'ailleurs assez singulier parmi les rois de l'Angleterre médiévale qu'il n'ait pas d'enfant illégitime connu. Cette dévotion s'étendait au reste de sa famille ; contrairement à beaucoup de ses prédécesseurs, Édouard n'a ainsi jamais connu d'opposition de la part de ses cinq fils.

## ÉdouardIIIdans la culture
Édouard III a rarement été représenté à l'écran. Il a été représenté par Charles Kent dans un court-métrage muet The Death of King Edward III (1911), par Michael Horden dans L'Armure noire (1955), à propos du fils d'Édouard, le Prince Noir, et enfant par Stéphane Combesco dans l'adaptation française télévisée de la pièce de Marlowe Édouard II (1982) et par Joby Graber dans la version de Derek Jarman d'Édouard II (1991).
Édouard III est un personnage important de la série romanesque Les Rois maudits de Maurice Druon, présent dans les tomes 5 et 6, intitulés La Louve de France et Le Lis et le Lion. Il a été incarné par Jean-Louis Broust dans l'adaptation télévisée de 1972 et par Aurélien Wiik dans celle de 2005.
Bien qu'il n'apparaisse pas dans le film, Édouard est dit être le fils d'Isabelle et du rebelle écossais William Wallace dans le film Braveheart. En vérité, il est extrêmement peu probable que William Wallace et Isabelle se soient rencontrés, d'autant qu'Édouard est né sept ans après la mort de Wallace.
Dans le feuilleton télévisé Un monde sans fin, tiré du roman éponyme de Ken Follett et réalisé par Michael Caton-Jones, son personnage est interprété par Blake Ritson.

## Armes
Comme pour son père et son grand-père avant lui, les armes d'Édouard en tant qu'héritier de la couronne anglaise se différencient par la présence d'un bandeau bleu à trois branches, qu'il perd ensuite lors de son accession au trône. En 1340, il modifie ses armes en y adjoignant les armes françaises, signalant ainsi sa revendication du titre de roi de France.

Armoiries en tant que prince héritier.
De gueules aux trois léopards d'or (jusqu'en 1340).
Écartelé, en 1 et 4 d'azur semé de lys d'or, en 2 et 3, de gueules aux trois léopards d'or.

## Descendance d'ÉdouardIII

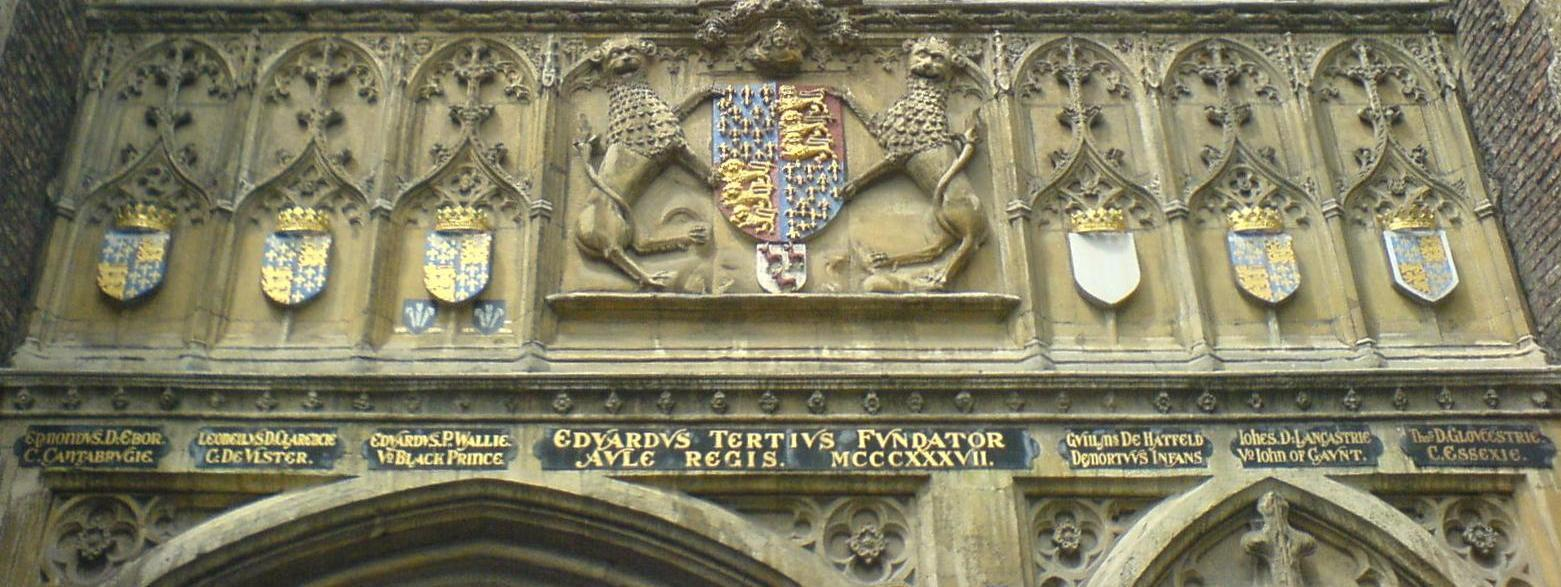
Armes d'Édouard III et ses enfants, Trinity College, Cambridge.

En la cathédrale d'York le 24 janvier 1328, il épouse sa cousine issue de germain Philippa de Hainaut (1314-1369), fille de Guillaume de Hainaut, comte de Hollande et de Zélande et de Jeanne de Valois (1294-1352). Ils ont 12 enfants dont deux — Jean de Gand, duc de Lancastre et Edmond de Langley, duc d'York — seront à l'origine de la guerre civile, plus connue sous le nom de la guerre des Deux-Roses.
1. Édouard de Woodstock, dit le Prince Noir (1330-1376), prince de Galles. En 1361, il épouse Jeanne de Kent (1328-1385). Ils sont les parents de Richard II d'Angleterre, successeur d'Édouard III ;
2. Isabelle, dite de Woodstock (1332-1379), épouse en 1365 Enguerrand VII de Coucy (1340-1397)[137] ;
3. Jeanne, dite de la Tour (1333/4-1348)[137];
4. Guillaume de Hatfield (1337-1337)[137];
5. Lionel d'Anvers (1338-1368), duc de Clarence. En 1352, il épouse la comtesse Élisabeth de Bourg (1332-1363). En 1368, il se remarie avec Violante Visconti (1354-1389) ;
6. Jean de Gand (1340-1399), duc de Lancastre. En 1359, il épouse Blanche de Lancastre (1342-1368). En 1371, il se remarie avec Constance de Castille (1354-1394), fille de Pierre Ier de Castille. En 1396, il se remarie avec Katherine Swynford (1350-1403). Jean de Gand est le père d'Henri IV, roi d'Angleterre, et est à l'origine de la Maison de Lancastre ;
7. Edmond de Langley (1341-1402), duc d'York. En 1372, il épouse Isabelle de Castille (1355-1392), fille de Pierre Ier de Castille. En 1393, il se remarie avec Jeanne Holland (1380-1434). Edmond de Langley est à l'origine de la Maison d'York ;
8. Blanche, dite de la Tour (1342-1342)[137];
9. Marie, dite de Waltham (1344-1361), épouse en 1361 Jean IV (1339-1399), duc de Bretagne ;
10. Marguerite, dite de Windsor (1346-1361), épouse en 1359 Jean de Hastings (1347-1375), 2e comte de Pembroke ;
11. Guillaume de Windsor (1348-1348) ;
12. Thomas de Woodstock (1355-1397), duc de Gloucester. En 1376, il épouse Éléonore de Bohun (1366-1399).

Édouard, prince de Galles, meurt avant son père. L'héritier du royaume est donc un enfant, Richard II d'Angleterre, ce qui est une situation difficile.
On connaît une maîtresse à Édouard III en la personne d'Alice Perrers.

#### Ouvrages généraux sur la guerre de Cent Ans
- (en) Christopher Allmand, The Hundred Years War: England and France at War c.1300-c.1450, Cambridge, Cambridge University Press, 1988. (ISBN 0-521-26499-5).
- Jean Favier, La guerre de Cent Ans, Fayard, 1980, 678 p. (ISBN 2-213-00898-1).
- François Autrand, Charles V : le Sage, Fayard, 1994, 909 p. (ISBN 978-2-213-02769-2).
- Georges Minois, La guerre de Cent Ans : Naissance de deux nations, Paris, Perrin, janvier 2008, 650 p. (ISBN 978-2-262-02440-6).
- Laurent Theis, Histoire du Moyen Âge français, éditions Perrin, 1992.
- Noël Coulet, « Le temps des malheurs (1348-1440) », dans Georges Duby, Histoire de la France des origines à nos jours, Larousse, 2007 (ISBN 978-2035826367).
- (en) Jonathan Sumption, The Hundred Years War, vol. I : Trial by Battle, Londres / Boston, Faber and Faber, 1990, XI-659 p. (ISBN 0-571-13895-0).
- (en) Jonathan Sumption, The Hundred Years War, vol. II : Trial by Fire, Philadelphie, University of Pennsylvania Press, coll. « The Middle Ages series », 1999, XII-696 p. (ISBN 0-8122-3527-4).
- (en) Jonathan Sumption, The Hundred Years War, vol. III : Divided houses, Philadelphie, University of Pennsylvania Press, coll. « The Middle Ages series », 2009, XVII-1006 p. (ISBN 978-0-8122-4223-2).

#### Roi
- (en) May McKisack, « Edward III and the historians », History, no 45,‎ 1960.
- (en) Ian Mortimer, The Perfect King: The Life of Edward III, Father of the English Nation, Londres, Jonathan Cape, 2006. (ISBN 0-224-07301-X).
- (en) W.M. Ormrod, « Edward III and his family », Journal of British Studies 26, 1987.
- (en) W.M. Ormrod, « Edward III and the recovery of royal authority in England, 1340–60 », History 72, 1987.
- (en) W.M. Ormrod, The Reign of Edward III : Crown and Political Society in England, 1327-1377, New Haven et Londres, Yale University Press, 1990, 280 p. (ISBN 0-300-04876-9, présentation en ligne).
- (en) W.M. Ormrod, « Edward III (1312–1377) », dans Oxford Dictionary of National Biography, . version de mai 2006.

#### Règne
- (en) James Bothwell, The Age of Edward III, Boydell & Brewer, 2001, 232 p. (ISBN 978-1-903153-06-2 et 1903153069, présentation en ligne).
- (en) May McKisack, The Fourteenth Century : 1307–1399, Oxford, Oxford University Press, 1959, 598 p. (ISBN 0-19-821712-9).
- (en) M.C. Prestwich, The Three Edwards: War and State in England 1272–1377, Londres, Weidenfeld and Nicolson, 1980. (ISBN 0-297-77730-0).
- (en) M.C. Prestwich, Plantagenet England : 1225–1360, Oxford, Oxford University Press, 2005, 638 p. (ISBN 0-19-822844-9).
- (en) S.L. Waugh, England in the Reign of Edward III, Cambridge, Cambridge University Press, 1991. (ISBN 0-521-31090-3).

#### Guerre
- (en) Andrew Ayton, Knights and Warhorses: Military Service and the English Aristocracy Under Edward III, Woodbridge, Boydell Press, 1994. (ISBN 0-85115-568-5).
- (en) Richard William Barber, Edward III and the Triumph of England : The Battle of Crecy and the Company of the Garter, Londres, Allen Lane (Penguin Books), 2013, XXI-649 p. (ISBN 978-0-7139-9838-2, présentation en ligne).
- (en) Anne Curry, The Hundred Years' War, Basingstoke, Macmillan, 1993. (ISBN 0-333-53175-2).
- (en) Graham Cushway, Edward III and the War at Sea: The English Navy, 1327-1377, Woodbridge, Boydell Press, 2011. (ISBN 9781843836216), présentation en ligne.
- (en) K. H. Fowler, The King's Lieutenant: Henry of Grosmont, First Duke of Lancaster, 1310–1361, Londres, Elek, 1969. (ISBN 0-236-30812-2).
- (en) Ranald Nicholson, Edward III and the Scots: The Formative Years of a Military Career, 1327-1335, Londres, Oxford University Press, 1965, présentation en ligne.
- (en) C. J. Rogers (ed.), The Wars of Edward III: Sources and Interpretations, Woodbridge, Boydell Press, 1999. (ISBN 0-85115-646-0), présentation en ligne.
- (en) C. J. Rogers, War Cruel and Sharp: English Strategy under Edward III, 1327–1360, Woodbridge, Boydell Press, 2000. (ISBN 0-85115-804-8), présentation en ligne.
- Bruno Ramirez de Palacios, Charles dit le Mauvais : Roi de Navarre, comte d'Evreux, prétendant au trône de France, Le Chesnay, Bruno Ramirez de Palacios, janvier 2015, 530 p. (ISBN 978-2-9540585-2-8).

#### Noblesse et chevalerie
- (en) J. Bothwell, « Edward III and the "New Nobility": largesse and limitation in fourteenth-century England », English Historical Review 112, 1997.
- (en) J. Vale, Edward III and Chivalry: Chivalric Society and its Context, 1270–1350, Woodbridge, Boydell Press, 1982. (ISBN 0-85115-170-1).

#### Parlement, justice et administration
- (en) William Blackstone, Commentaries on the Laws of England, Oxford, Clarendon Press, 1765–69 (lire en ligne), « Chapter 3: Of the King, and His Title ». .
- (en) A. L. Brown, The Governance of Late Medieval England 1272–1461, Londres, Edward Arnold, 1989. (ISBN 0-8047-1730-3).
- (en) G. L. Harriss, King, Parliament and Public Finance in Medieval England to 1369, Oxford, Oxford University Press, 1975. (ISBN 0-19-822435-4).
- (en) A. Musson, W. A. Omrod, The Evolution of English Justice, Basingstoke, Macmillan, 1999. (ISBN 0-333-67670-X).
- (en) H. G. Richardson, G. O. Sayles, The English Parliament in the Middle Ages, Londres, Hambledon Press, 1981. (ISBN 0-9506882-1-5).